# Forbici

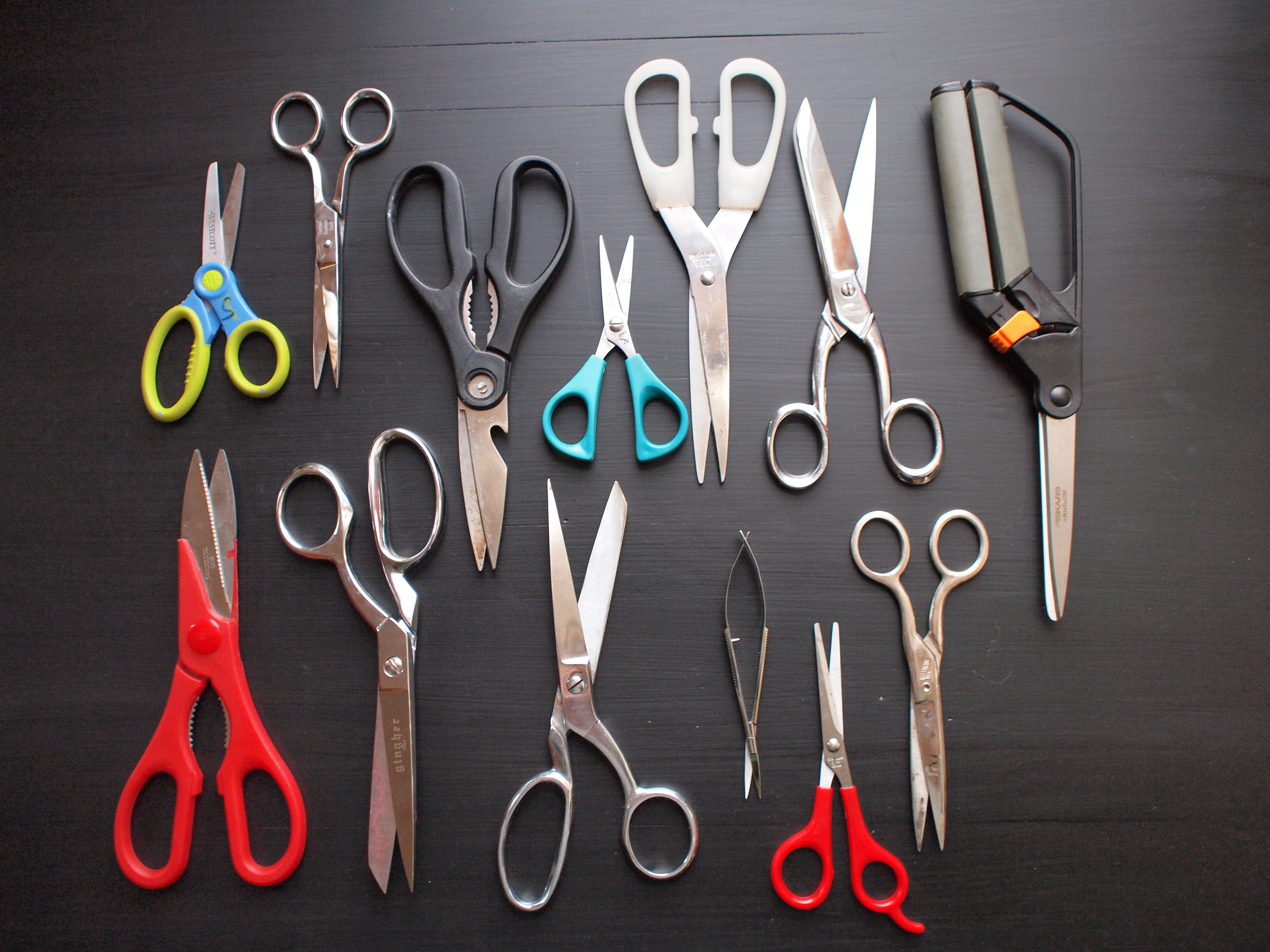
Differenti tipi di forbici

Le forbici sono uno strumento molto utilizzato per tagliare materiali sottili che richiedono poca forza per essere tagliati, come carta, cartone, tessuti, corde, cavi, alimenti, fogli sottili di metallo e plastica, fili, capelli, unghie.
A differenza del coltello, le forbici possiedono due lame, che possono ruotare attorno ad un perno fisso. Lo sforzo è dato mediante l'azione meccanica esercitata sull'impugnatura, formata da due anelli in uno dei quali si introduce il pollice e nell'altro uno o più delle dita della stessa mano.
Alcuni tipi di forbici, generalmente più grandi degli altri tipi di forbici, sono chiamate cesoie, come ad esempio le cesoie da giardinaggio e le cesoie per il taglio di lamiere metalliche e lastre di materiali vari (da non confondersi con l'omonima macchina utensile, chiamata anche "cesoiatrice").

## Storia
I primi esempi di cesoie risalgono all'Egitto tolemaico: ne è stato ritrovato un paio in bronzo risalente al 300 a.C., mentre le prime cesoie a perno rinvenute risalgono all'epoca romana e sono datate intorno al 100 d.C. Si deve a Isidoro di Siviglia, nel V secolo d.C., la prima descrizione dettagliata di vere e proprie forbici, utilizzate da sarti e barbieri.
Non ci furono grandi innovazioni nella produzione fino al 1761, quando Robert Hinchliffe (che fondò la prima manifattura di forbici) produsse il primo paio di forbici realizzate con acciaio fuso, temprato e lucidato. Hinchliffe dovette risolvere una serie di problemi tecnici, prima fra tutte la realizzazione dei buchi dell'impugnatura.
Nell'antichità le forbici erano basate su una leva del terzo genere, con una forma analoga ancora oggi usata nelle forbici da tosatura, costituite da due lame unite da un ferro ad U, nella cui estremità è posto il fulcro. Il tagliacarte forma, insieme all'avambraccio dell'utilizzatore, una leva di terzo genere, con il fulcro nel gomito e la potenza nel muscolo; il sistema costituito da avambraccio e tagliacarte è in questo senso equivalente a ciascuna delle due parti delle forbici da tosatura. Anche in questi casi, il vantaggio meccanico si riduce spostando il punto di taglio verso l'esterno.
La forma delle forbici non è cambiata molto nell'ultimo secolo. Le principali innovazioni sono state l'utilizzo di plastica invece dell'ottone, la forma piatta delle lame e talvolta l'utilizzo di un rivetto in sostituzione della vite come perno.

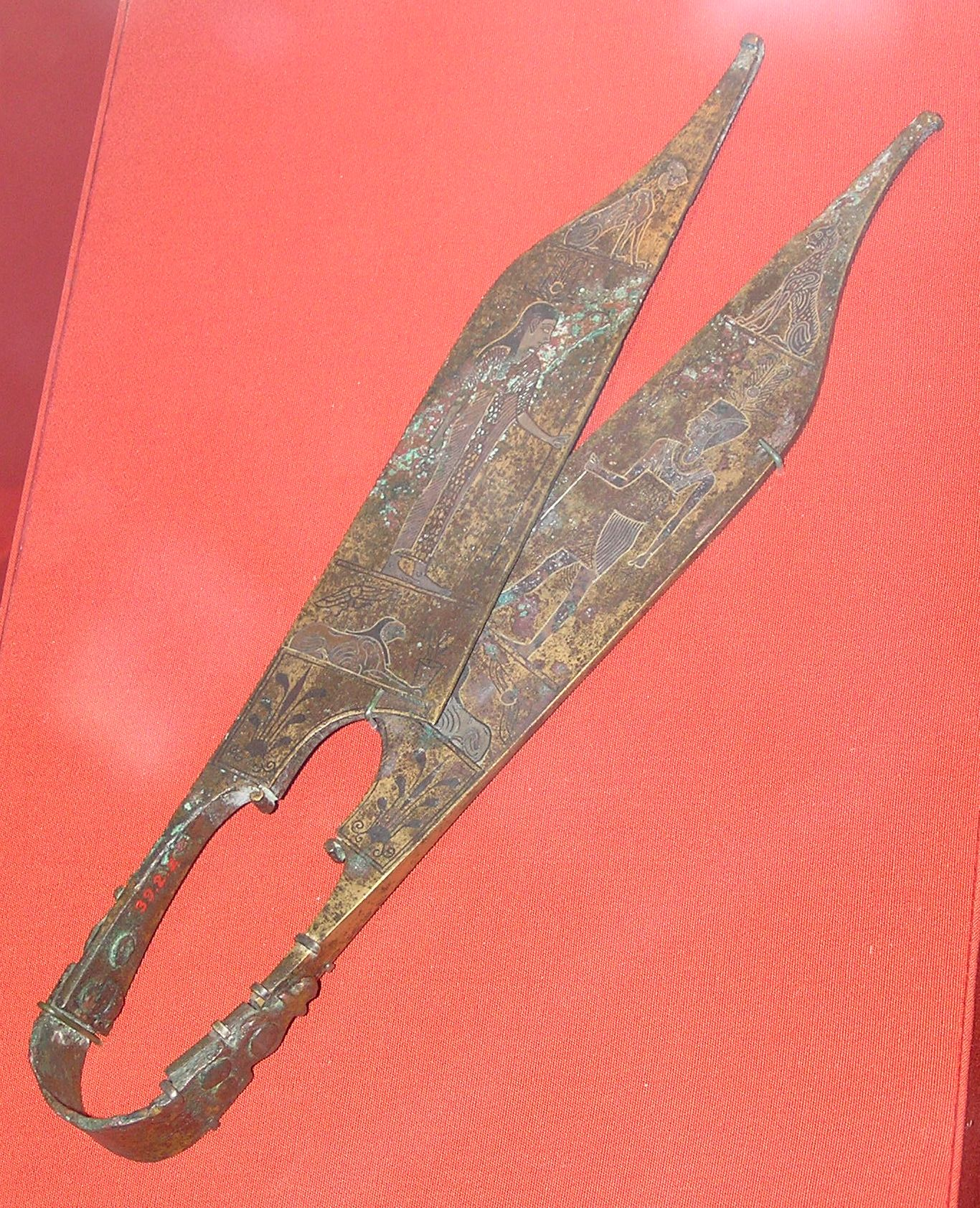
Forbici turche, in bronzo e rame del periodo intorno al 200 d.C. Il principio di funzionamento è basato su una leva di terzo genere.
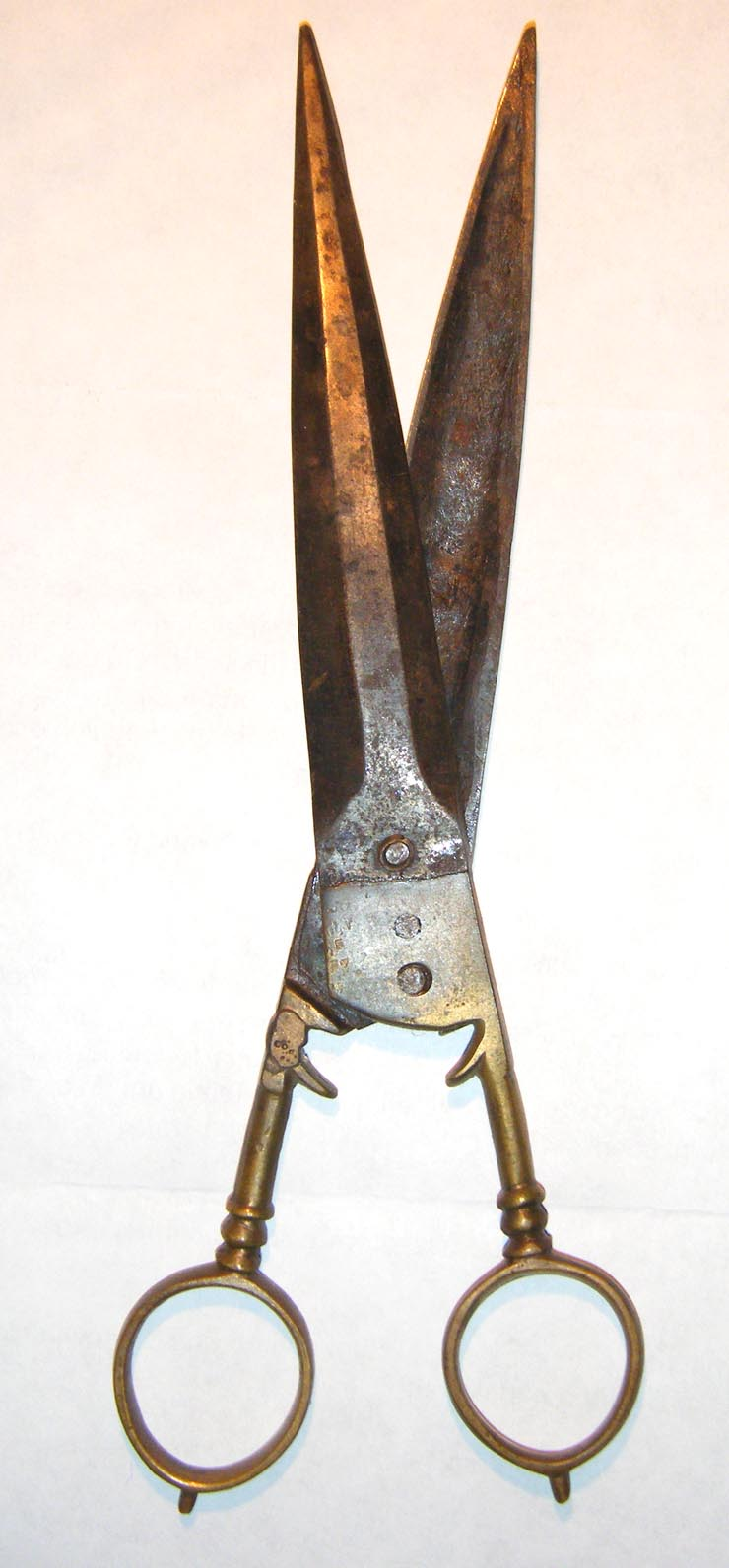
Forbici del XVI secolo.
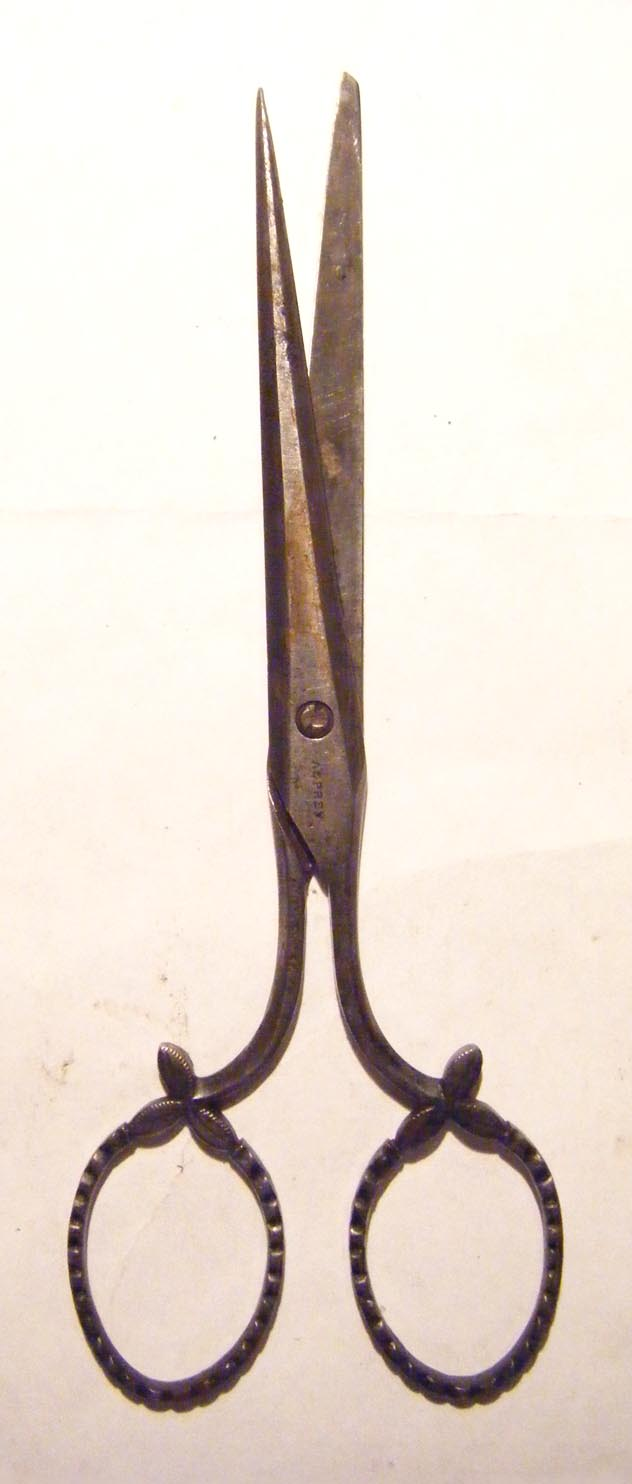
Forbici dei primi anni dell'Ottocento, fabbricate a Sheffield.

## Descrizione e funzionamento
Le forbici sono basate su una leva doppia di primo genere, il cui fulcro risiede nel perno centrale. Per aumentare il vantaggio meccanico, riducendo lo sforzo necessario, è pertanto necessario posizionare il materiale da tagliare il più vicino possibile al perno stesso. In alcuni modelli speciali di forbici (per esempio in quelle destinate al taglio della lamiera metallica), il vantaggio viene aumentato mediante l'utilizzo di un'impugnatura molto lunga, che aumenta la lunghezza del braccio-potenza.
Le lame delle forbici vengono realizzate leggermente ricurve, allo scopo di migliorare il taglio. Questa particolare conformazione rende complicata la molatura, dato che la mola deve seguire un profilo costantemente diverso. Oggi l'affilatura viene eseguita mediante l'utilizzo di macchine automatiche.

## Tipi e applicazioni

### Forbici da sarto
Nelle forbici da sarto l'impugnatura generalmente non è simmetrica, ma spostata di lato per rendere agevole il taglio delle stoffe stese sul banco, e l'anello inferiore è largo in modo da poter essere usato con più dita, per dare maggior controllo e vigore al taglio.
Le lame solitamente sono lunghe e le punte appuntite, in modo da eseguire tagli lunghi, diritti e lisci in una varietà di materiali (tra cui tessuti e cartamodelli) e per entrare in piccole aree con le punte.
Le forbici da sarta con punta smussata impediscono al tessuto di impigliarsi nelle cuciture e nei fili.
Le forbici da ricamo sono piccole forbici con punte sottili e affilate, progettate per avvicinarsi al tessuto per tagliare efficacemente i fili senza danneggiare il materiale.
Le forbici dentellatrici sono usate per tagliare i tessuti lasciando il bordo seghettato, in modo che il tessuto non si sfilacci.

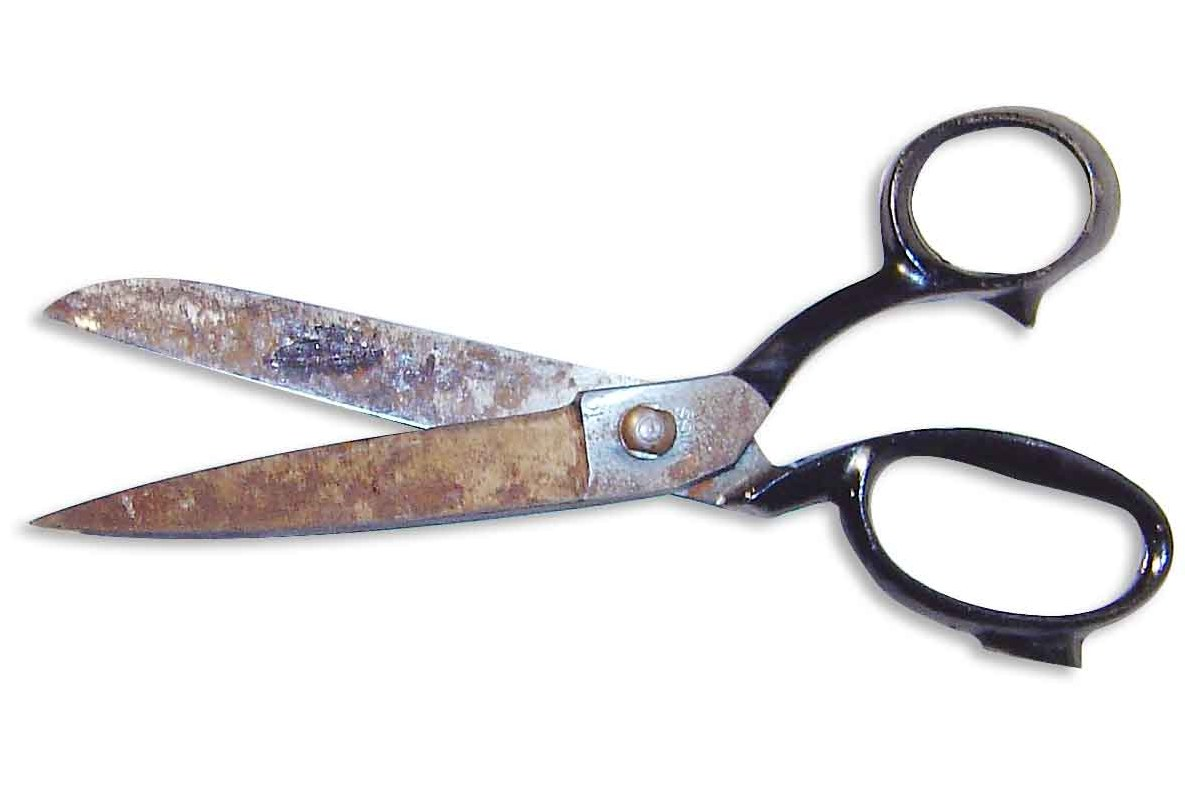
Vecchie forbici da sarto
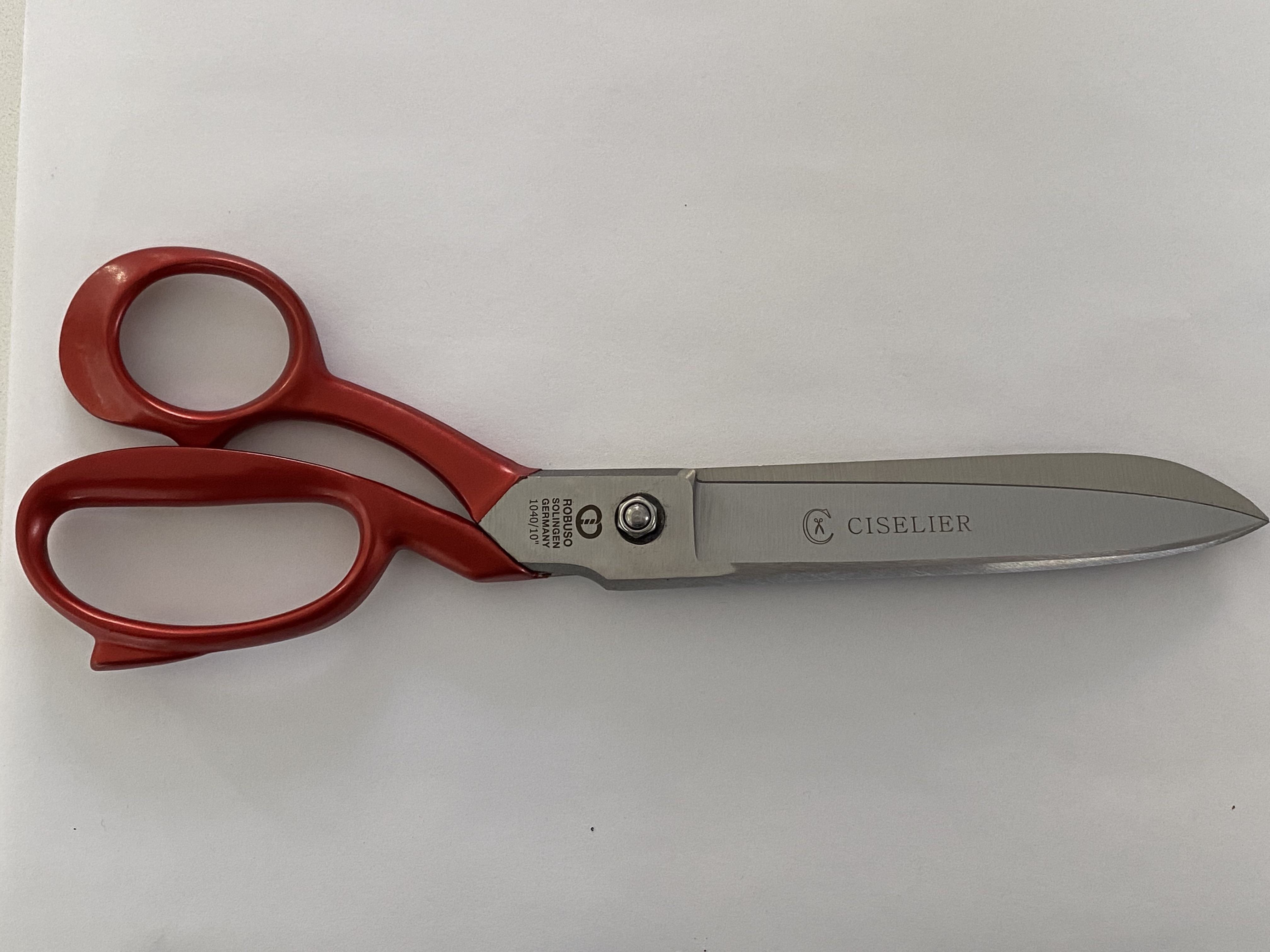
Cesoie da sarta a lama lunga il taglio di tessuti
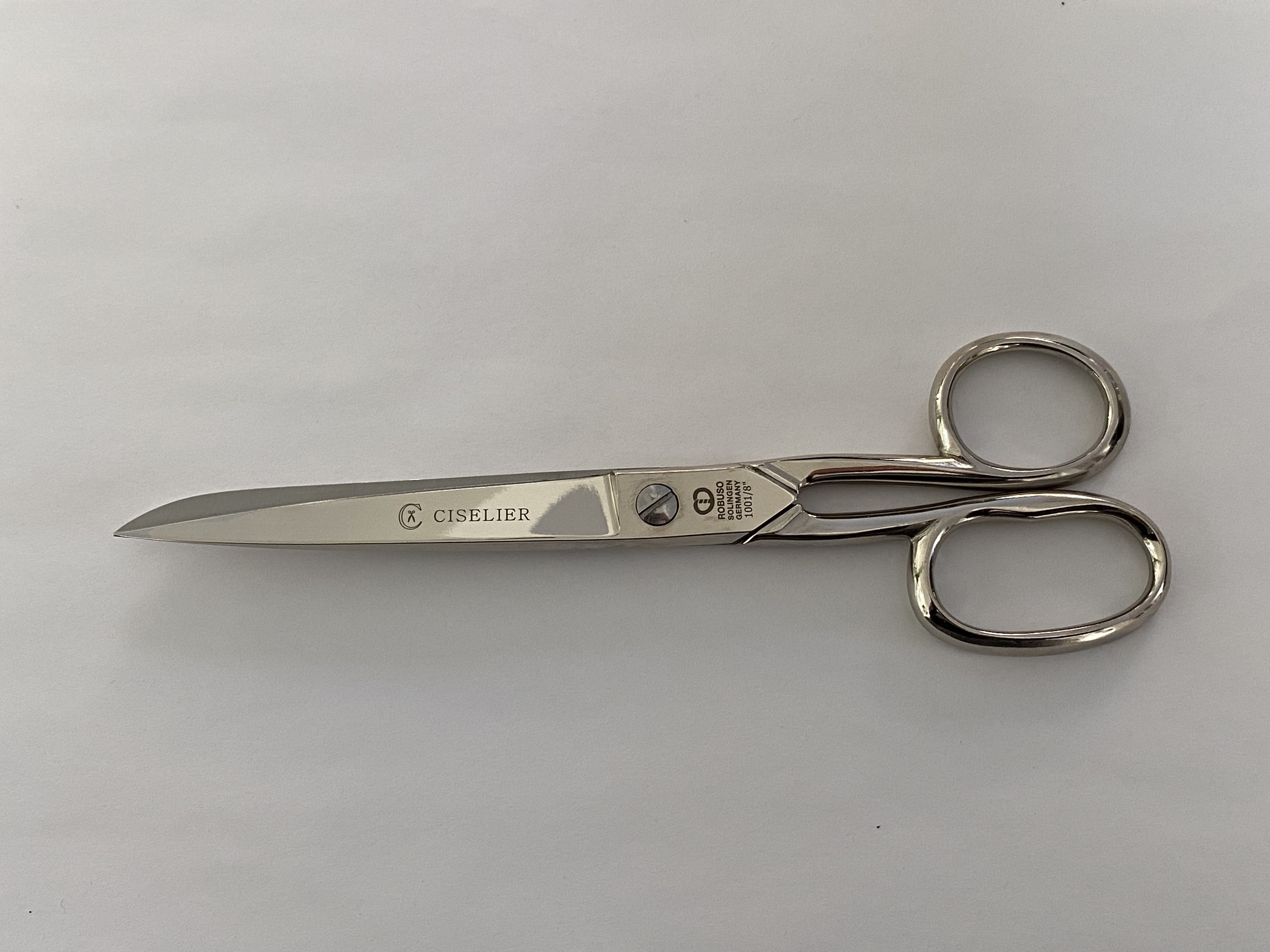
Forbici per il taglio di cartamodelli
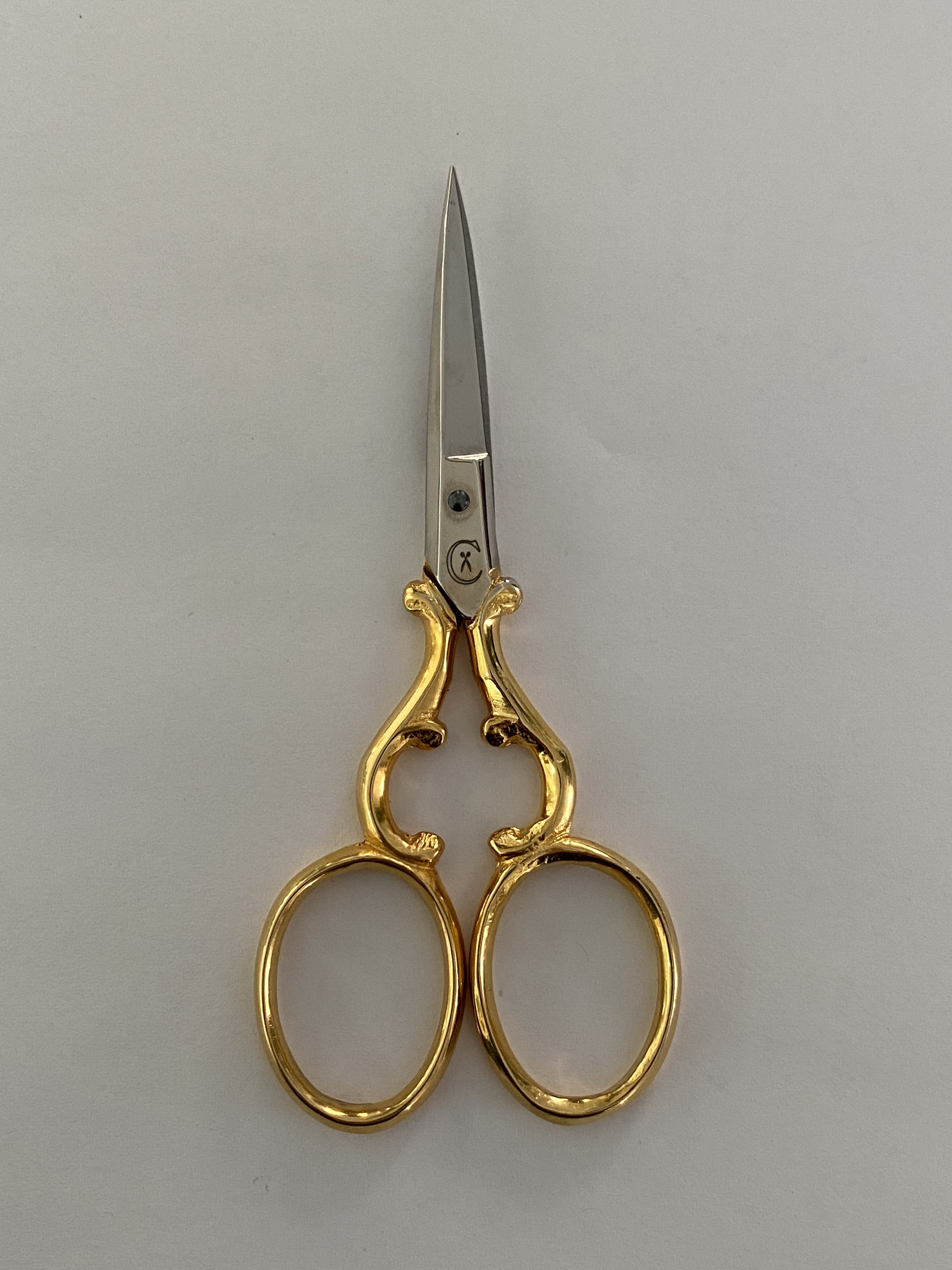
Forbici da ricamo
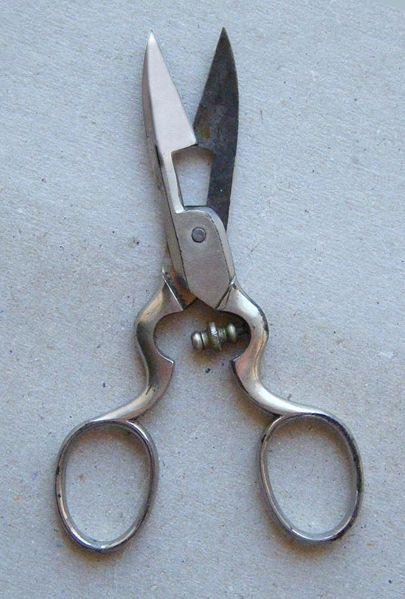
Forbici regolabili per il taglio di occhielli, a lama corta
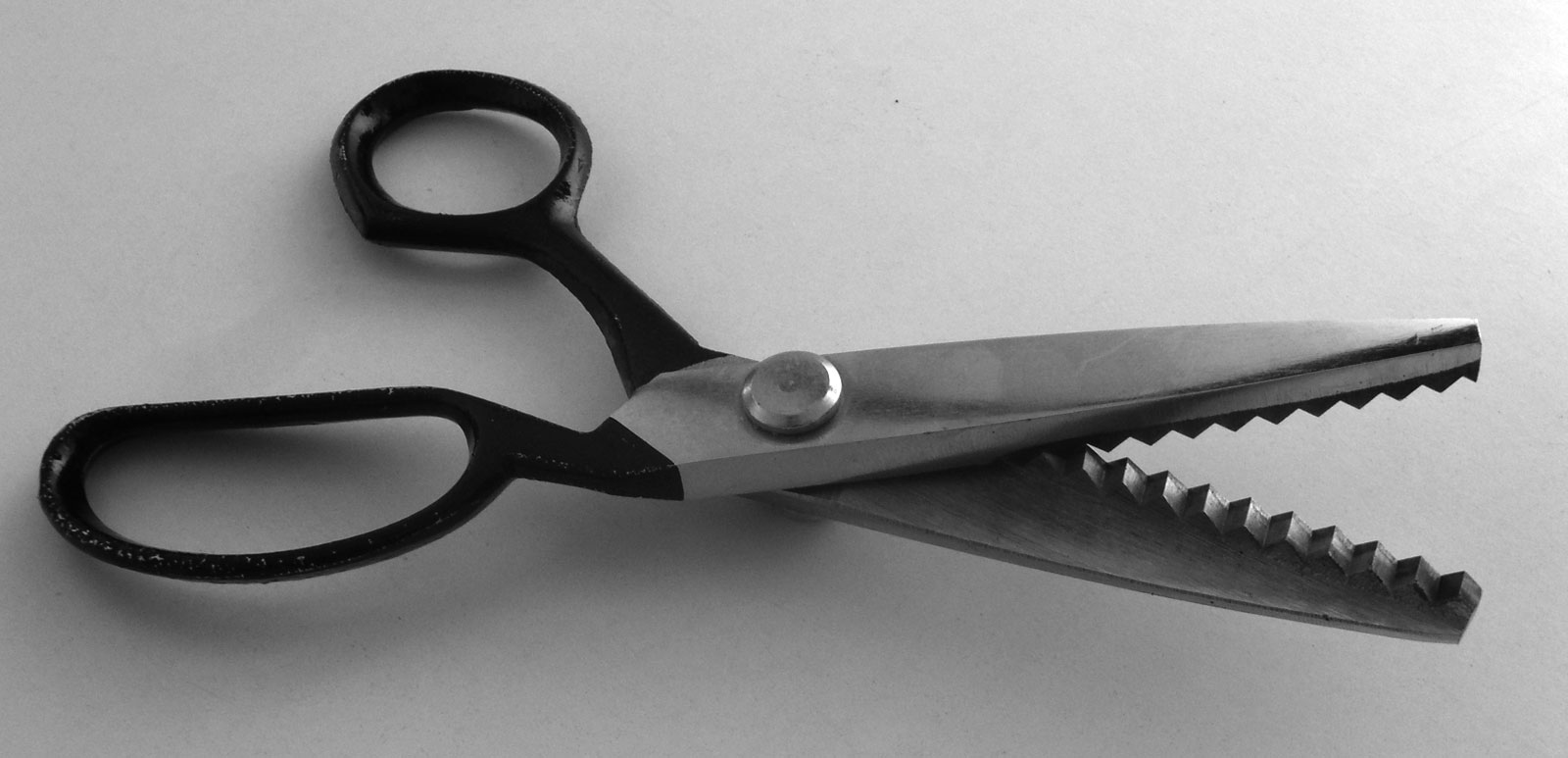
Forbici dentellatrici
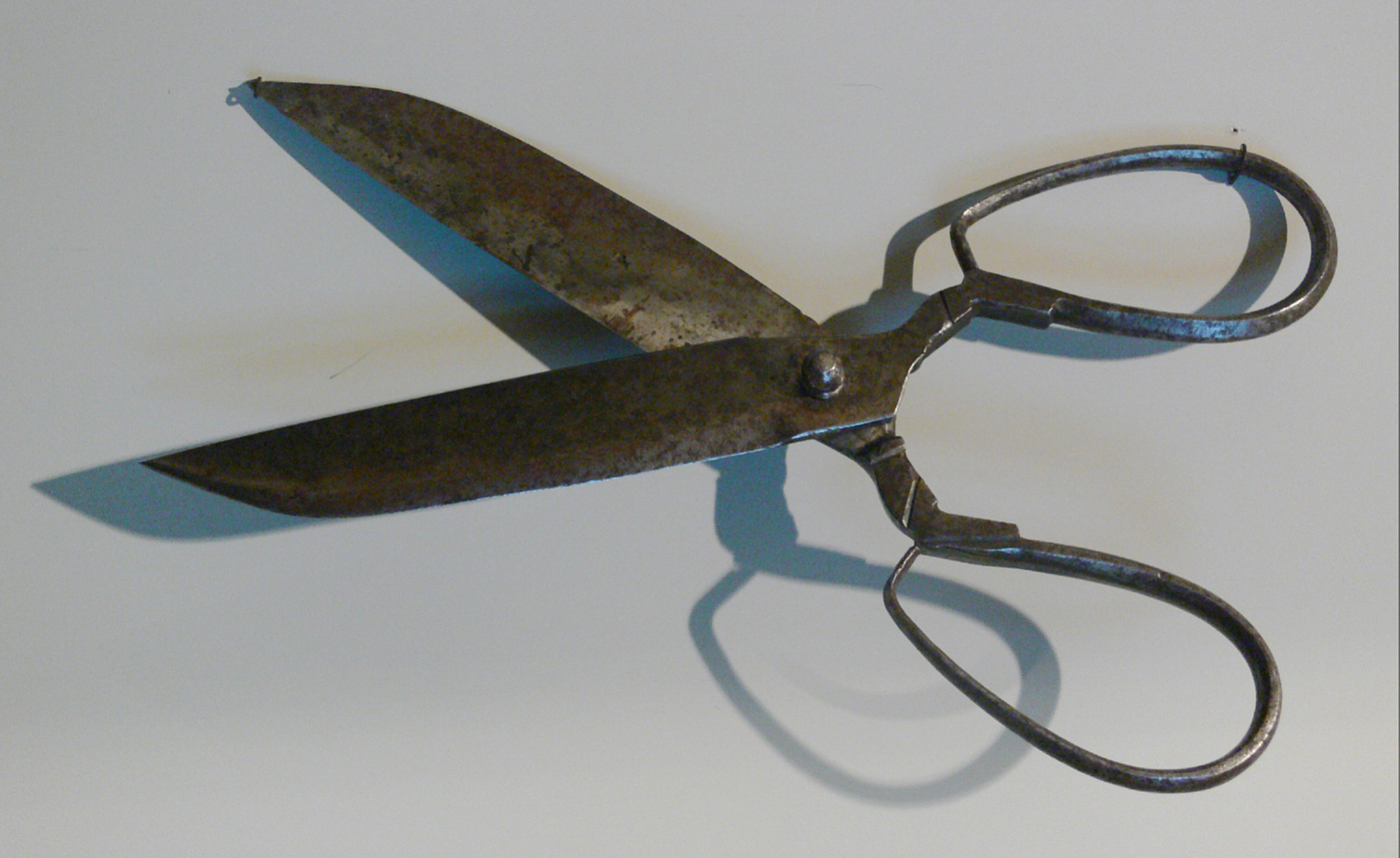
Forbici da sarto con lame spesse e affilate, per tagliare materiali pesanti come la pelle o più strati di tessuto
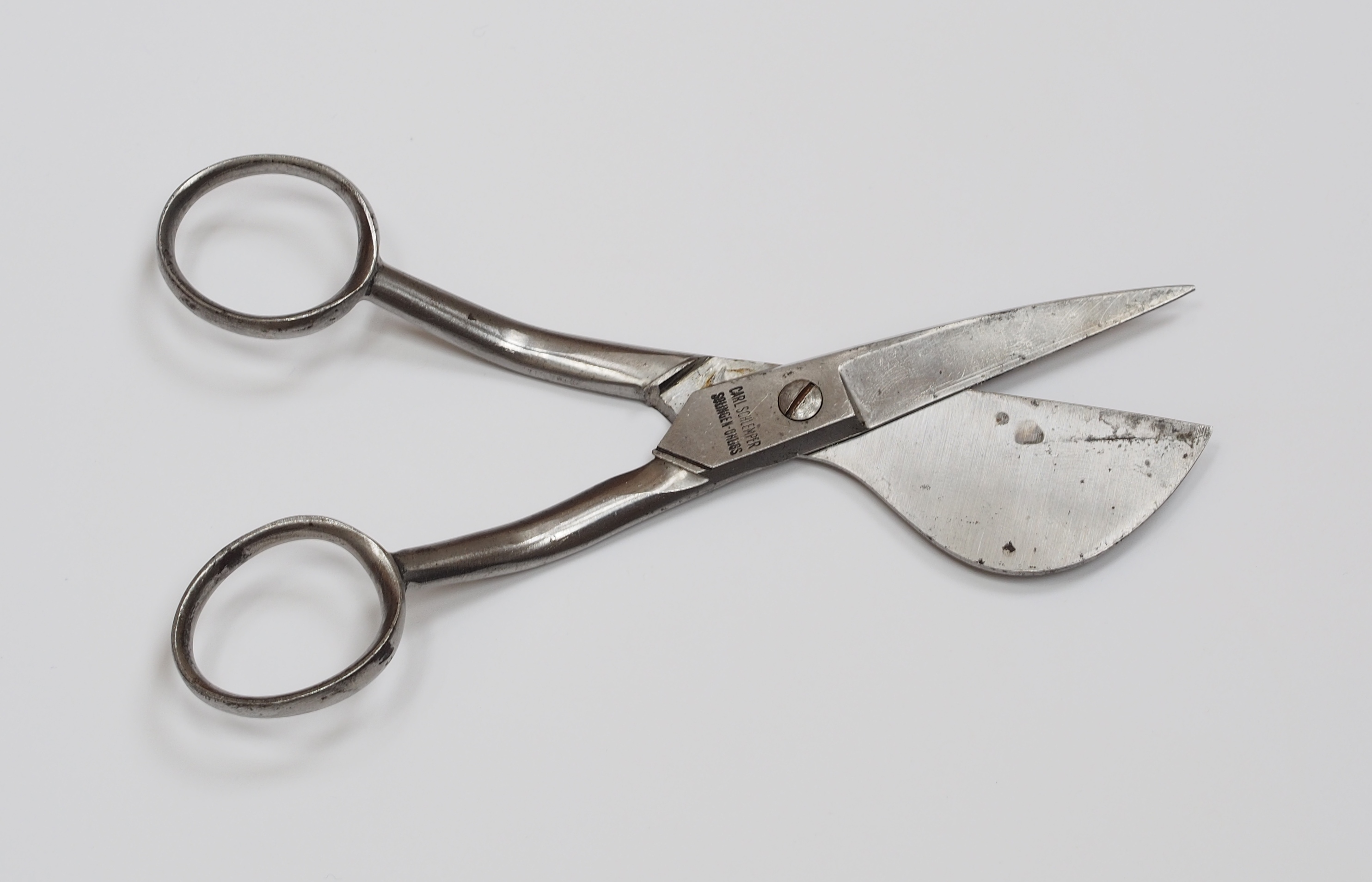
Forbici per il taglio di tappeti

### Forbici da barbiere

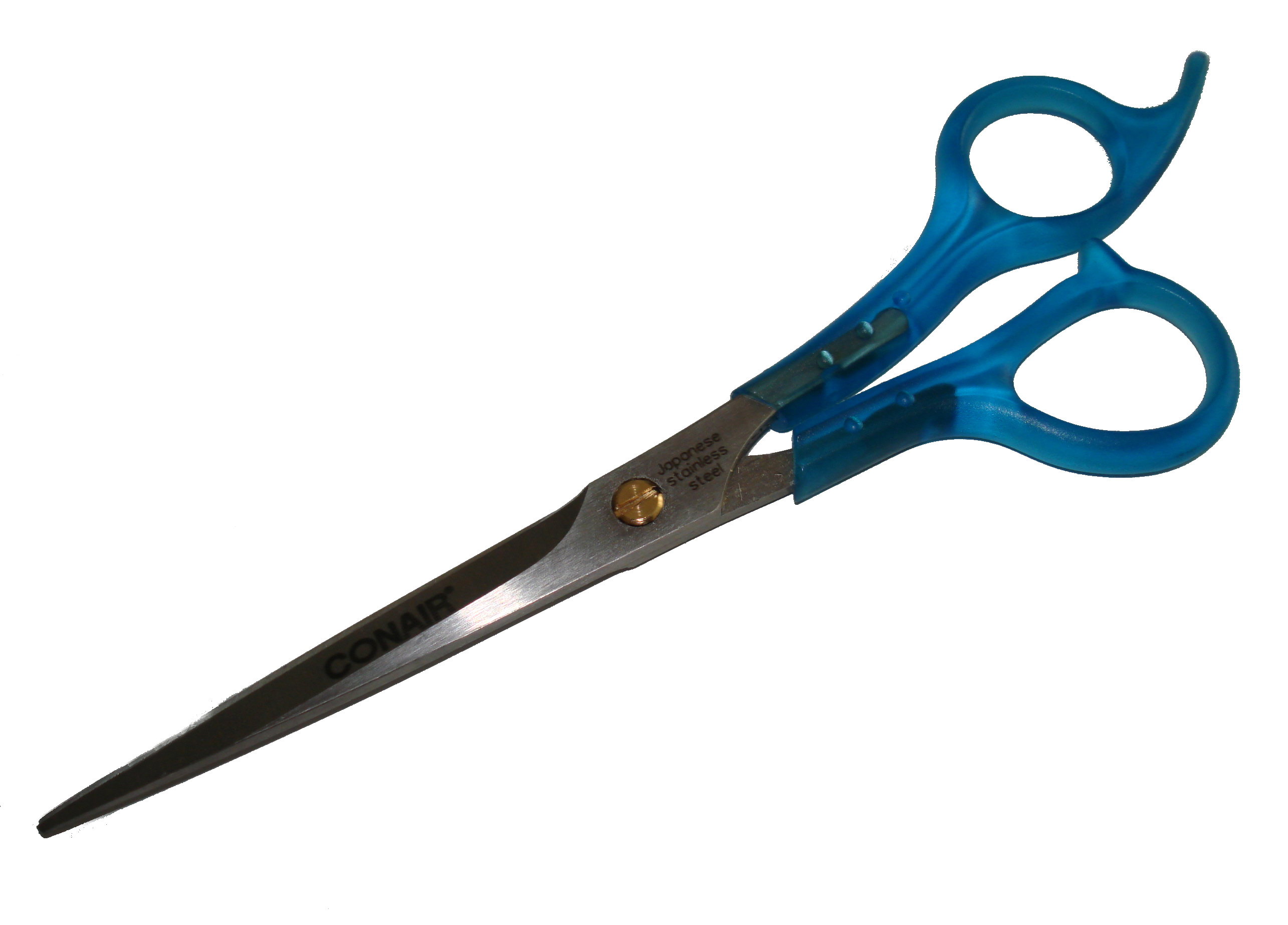
Forbici da barbiere per il taglio di capelli
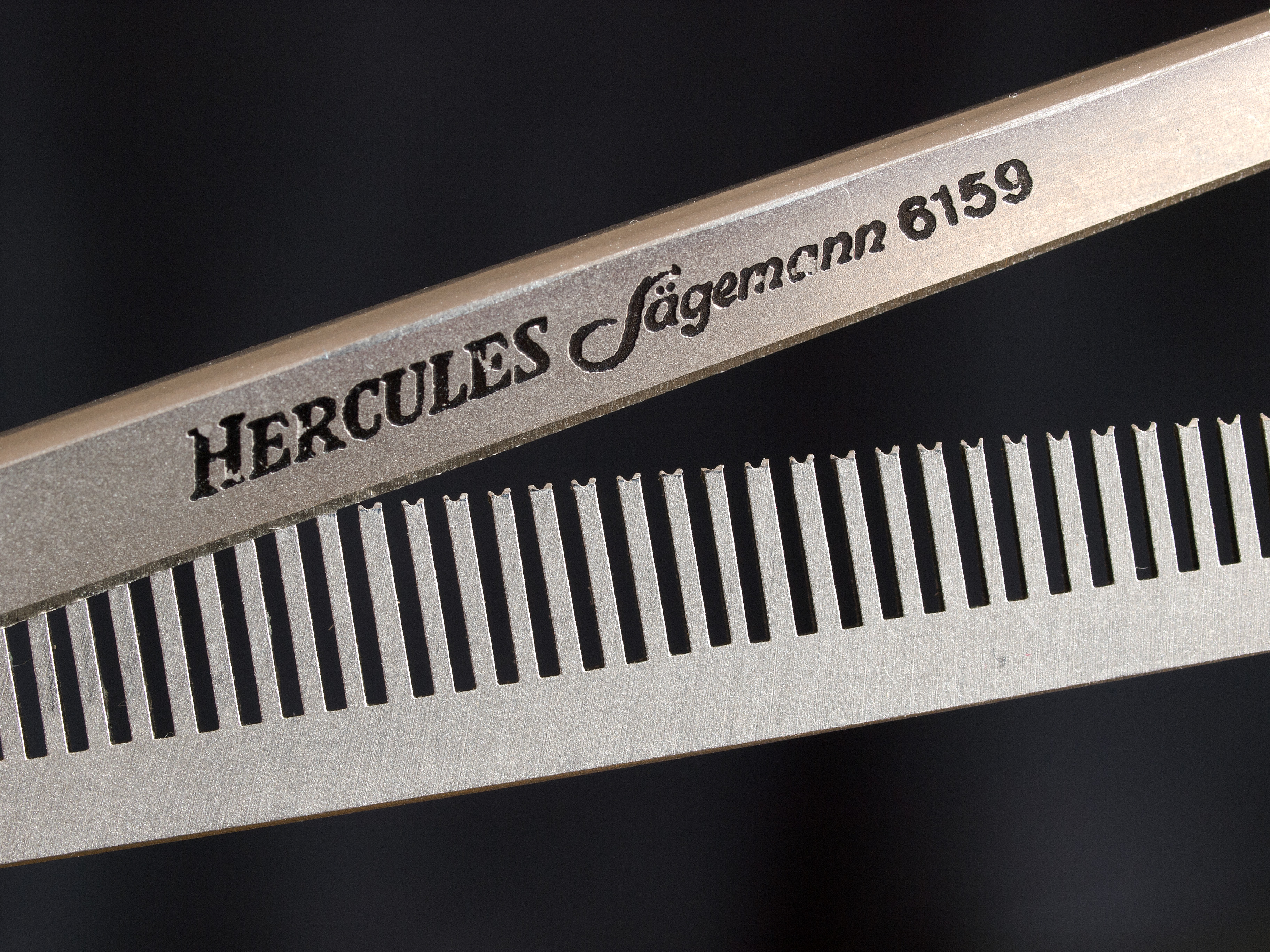
Forbici per sfoltire i capelli spessi
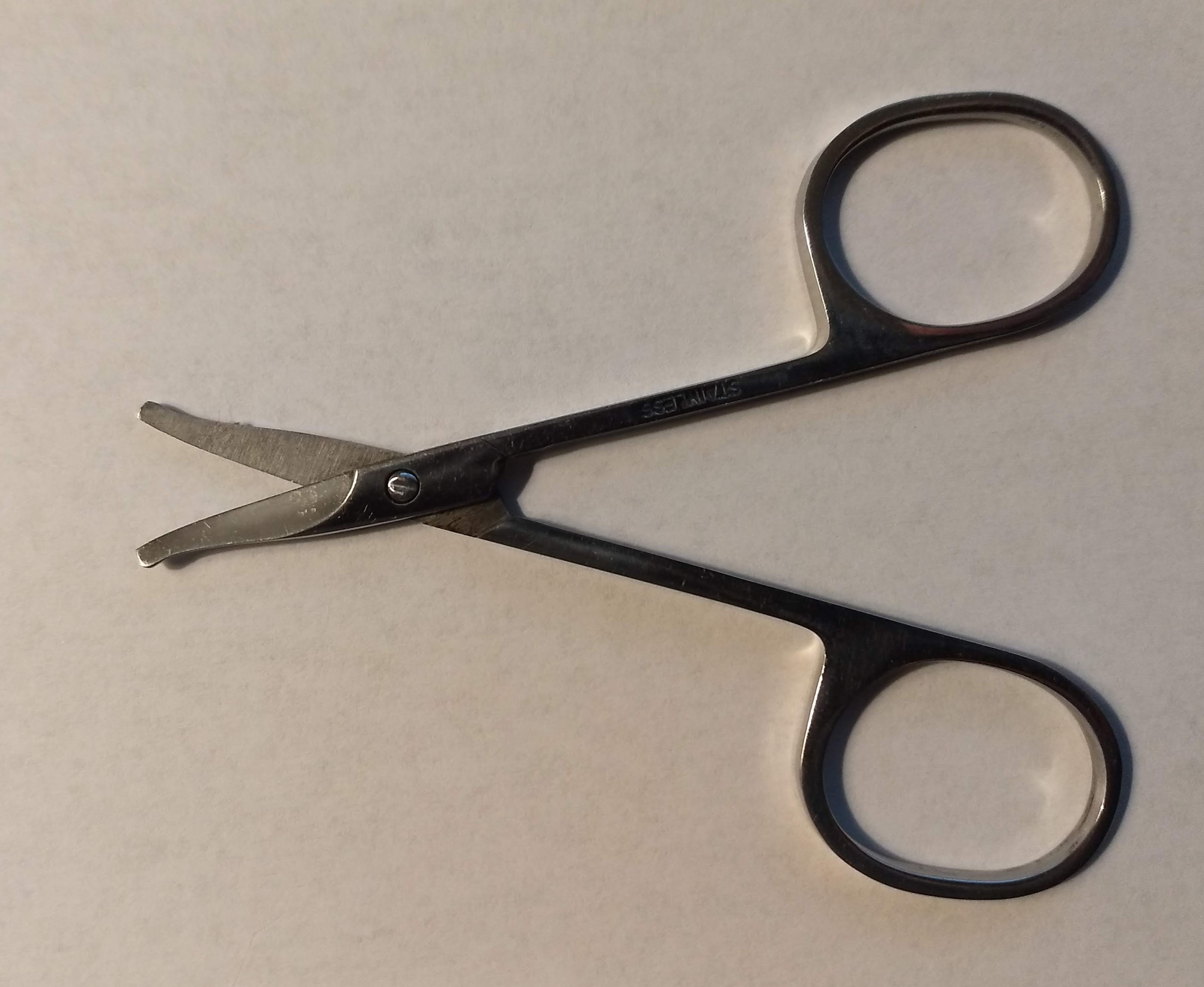
Forbicine per tagliare i peli delle narici e delle orecchie, con punta smussata per proteggere la parte interna sensibile del naso e delle orecchie

### Forbici da cucina
Alcuni tipi di forbici sono progettate appositamente per tagliare il cibo. Solitamente sono realizzate in acciaio inossidabile per avere una maggiore igiene e resistenza alla ruggine.
Possono includere funzionalità aggiuntive nelle maniglie, come levatappi, squamatore o schiaccianoci.
Alcune forbici da cucina possono spesso essere staccate in due metà, in modo da facilitarne la pulizia.

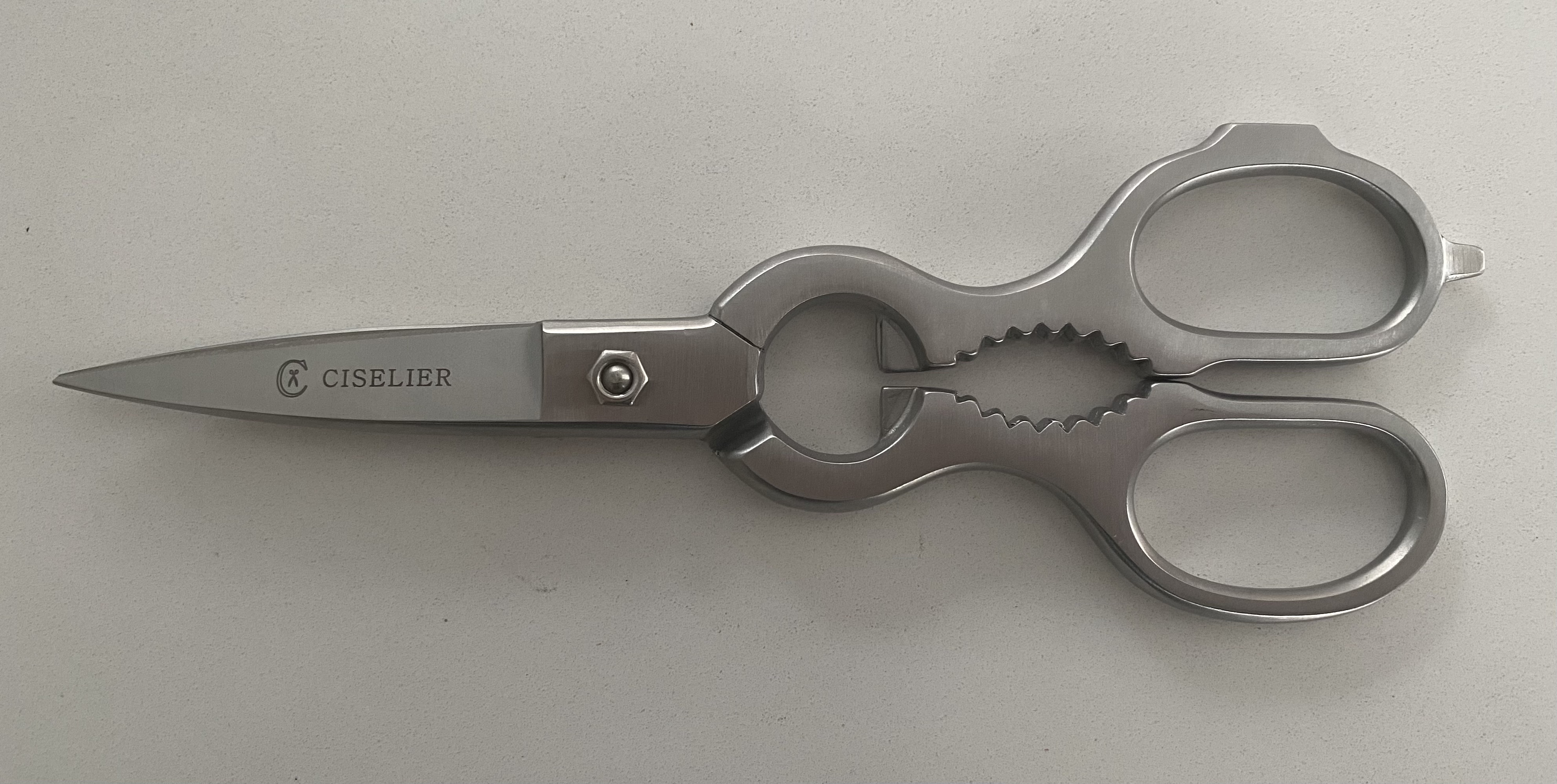
Forbici da cucina con funzione anche di schiaccianoci
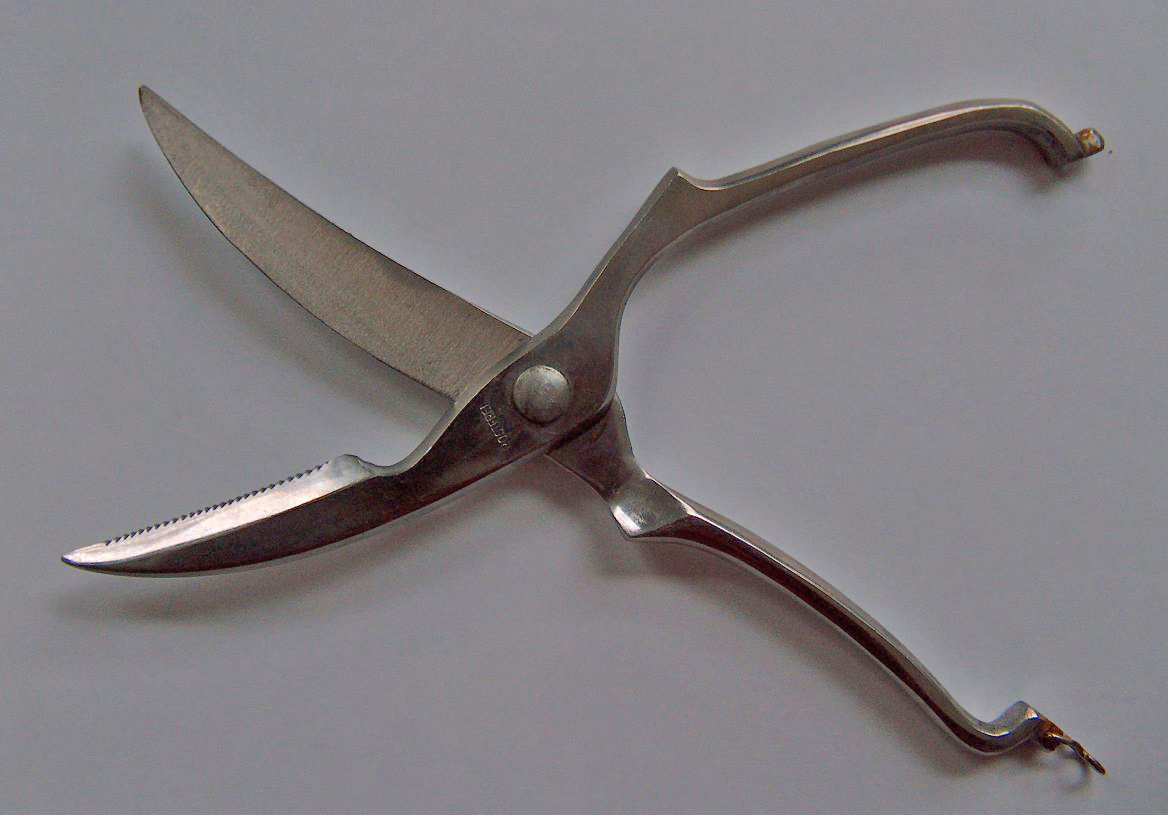
Forbici trinciapollo
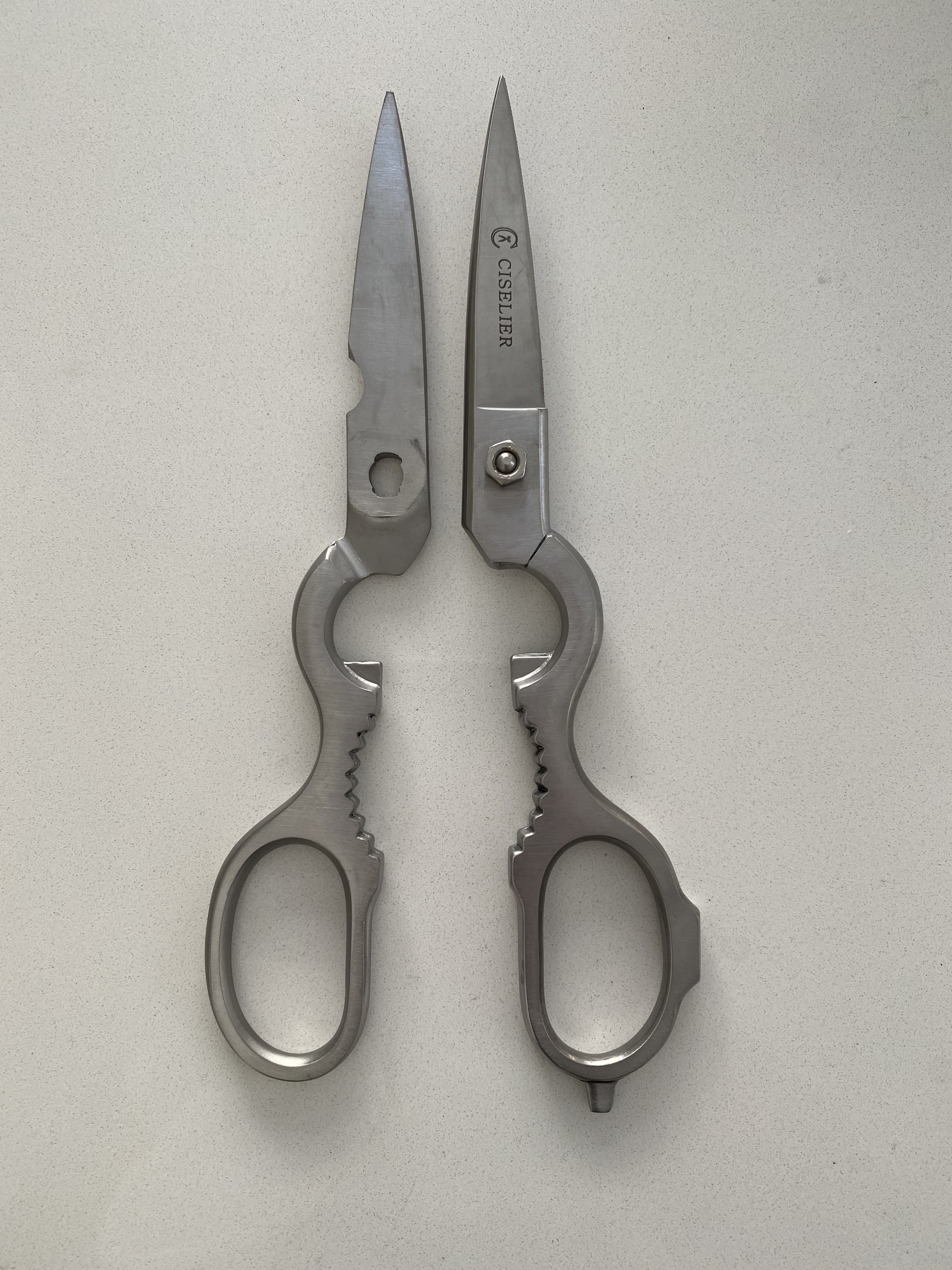
Forbici da cucina divisibili in due metà per facilitarne la pulizia

### Forbici tagliasigari

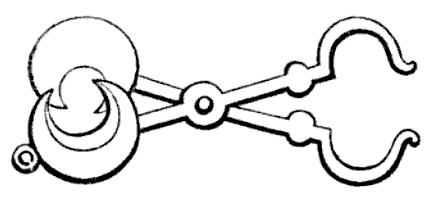
Forbici tagliasigari

Le forbici per tagliare i sigari presentano apposite lame concave in modo da tagliare il sigaro con precisione, senza schiacciarlo o sfaldarlo.

### Forbici e cesoie da giardinaggio, agricoltura e pastorizia

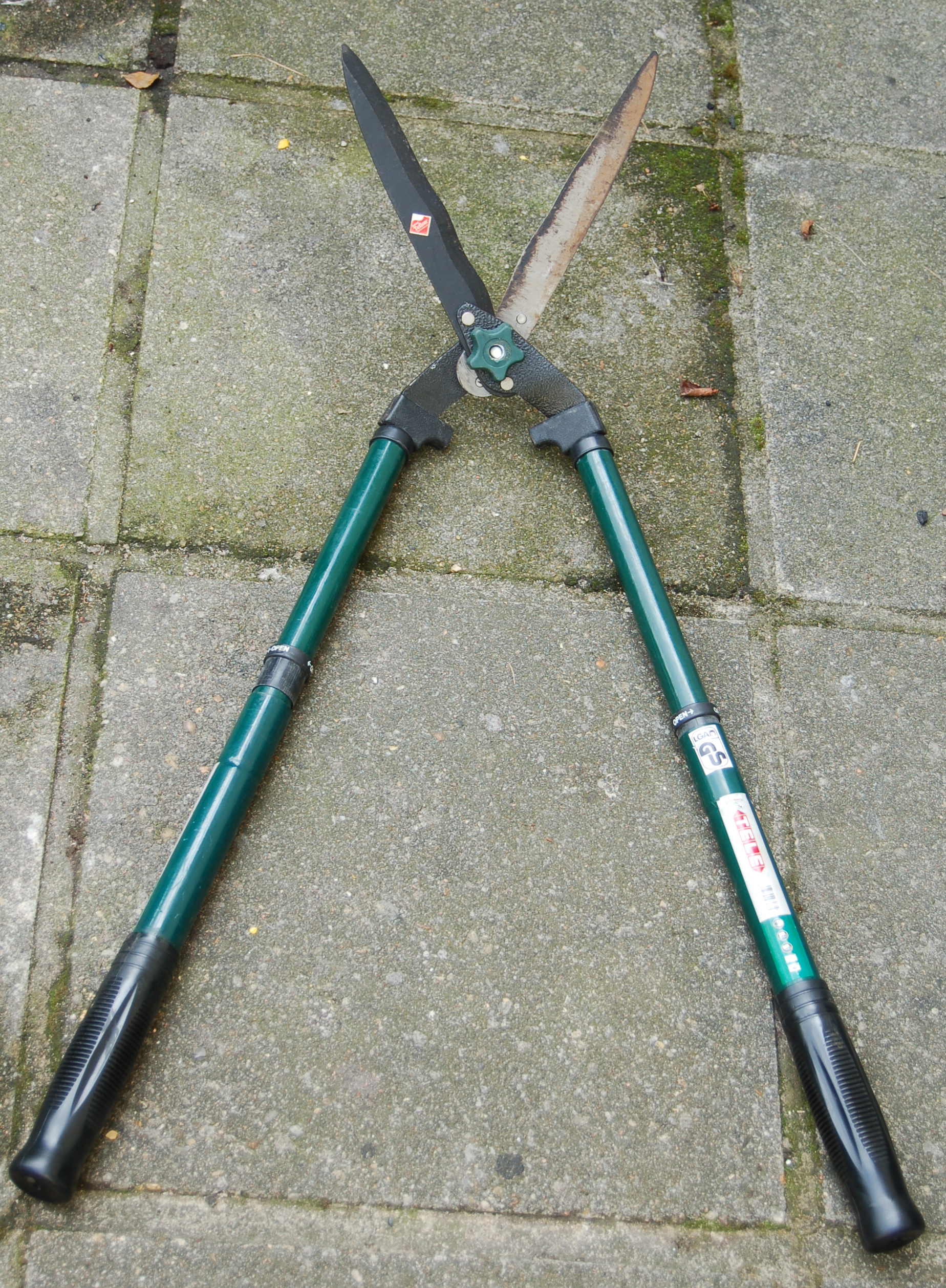
Tagliasiepi
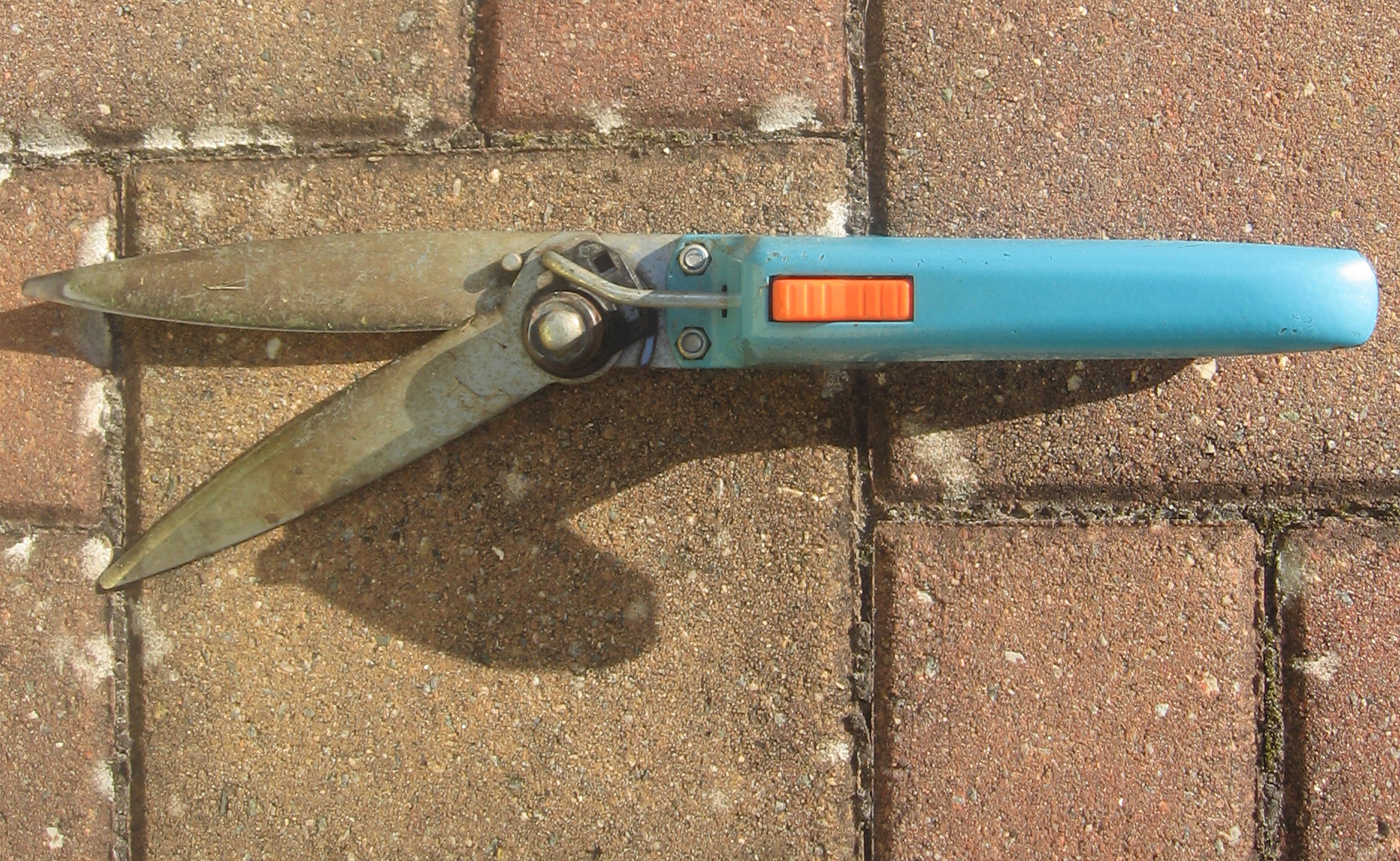
Cesoie per tagliare l'erba
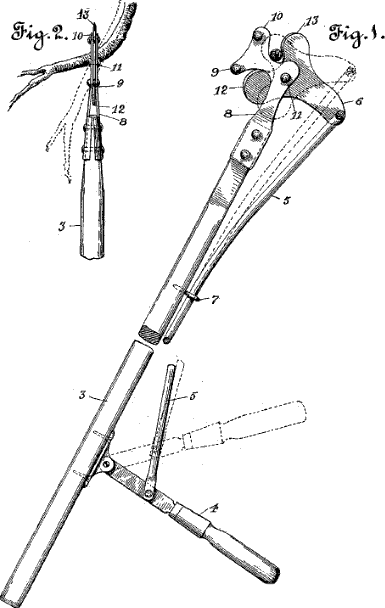
Averruncatori per la potatura dei rami alti
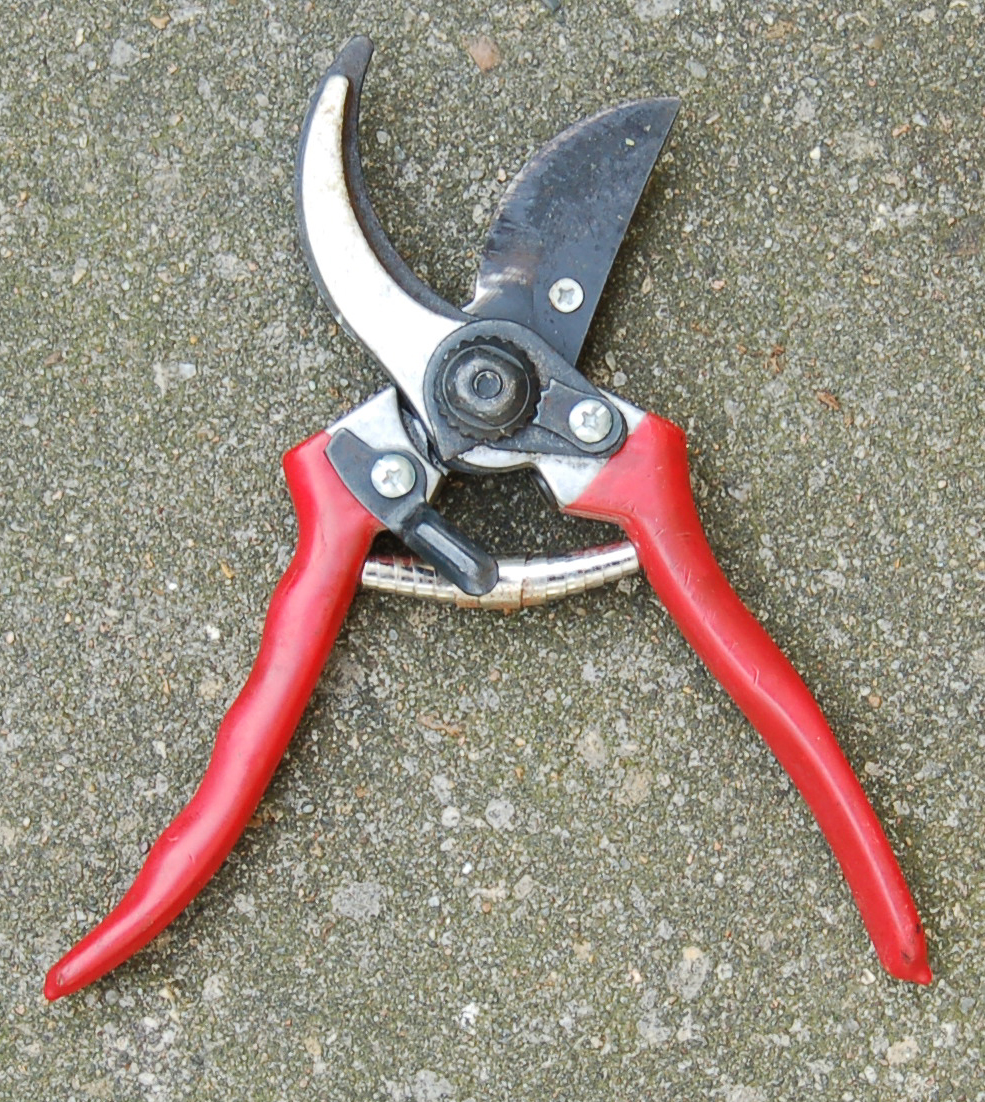
Cesoie da giardinaggio per tagliare piccoli rami
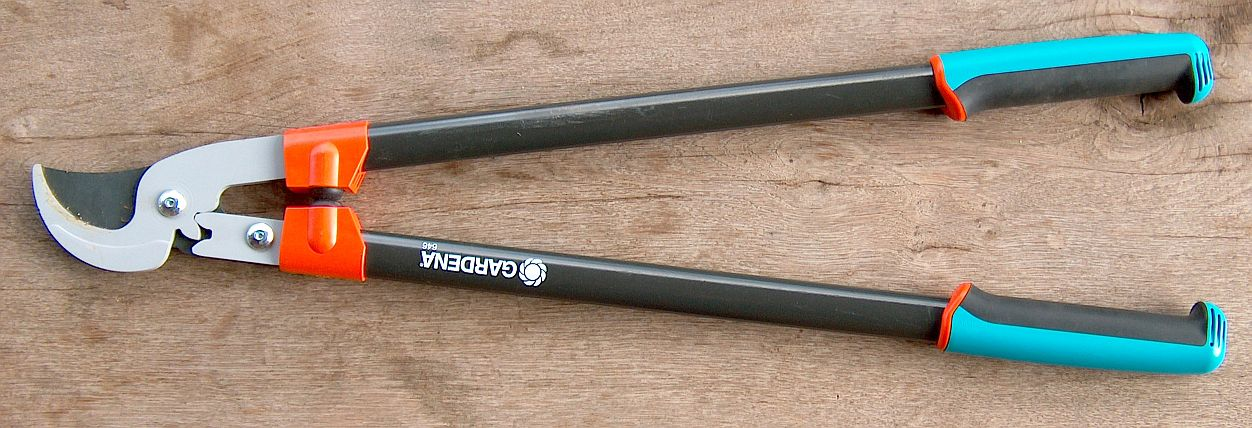
Troncarami per tagliare rami di grandi dimensioni
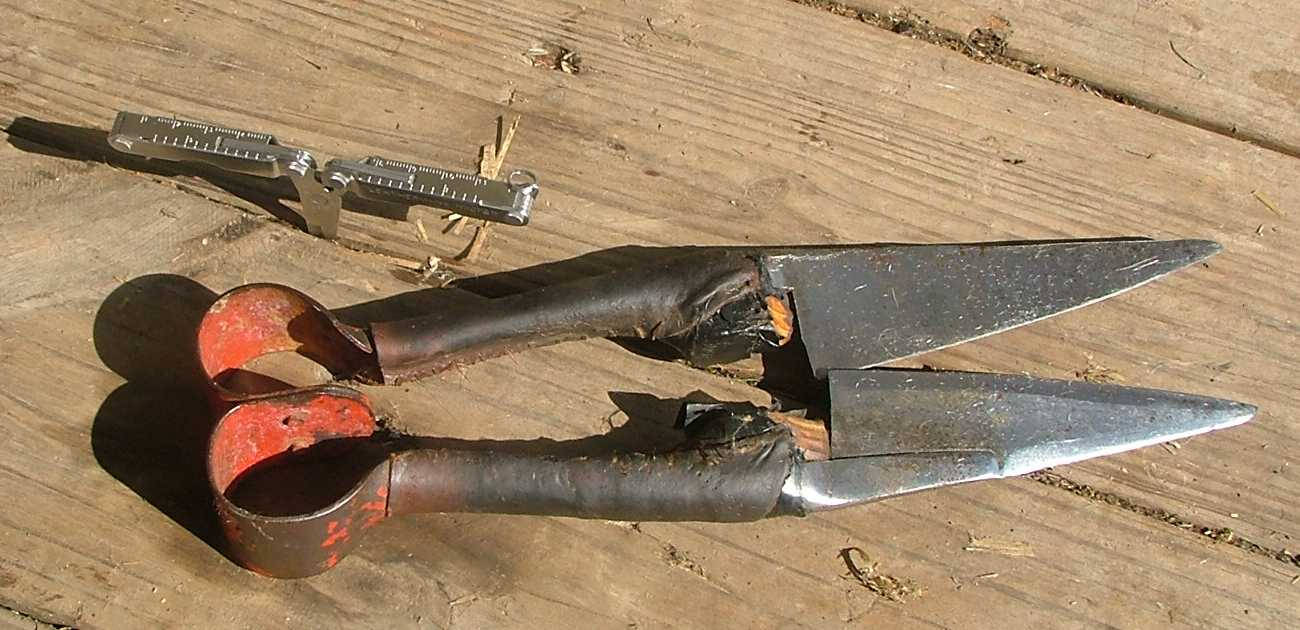
Cesoie per tagliare la lana dagli animali

### Cesoie per taglio lamiere

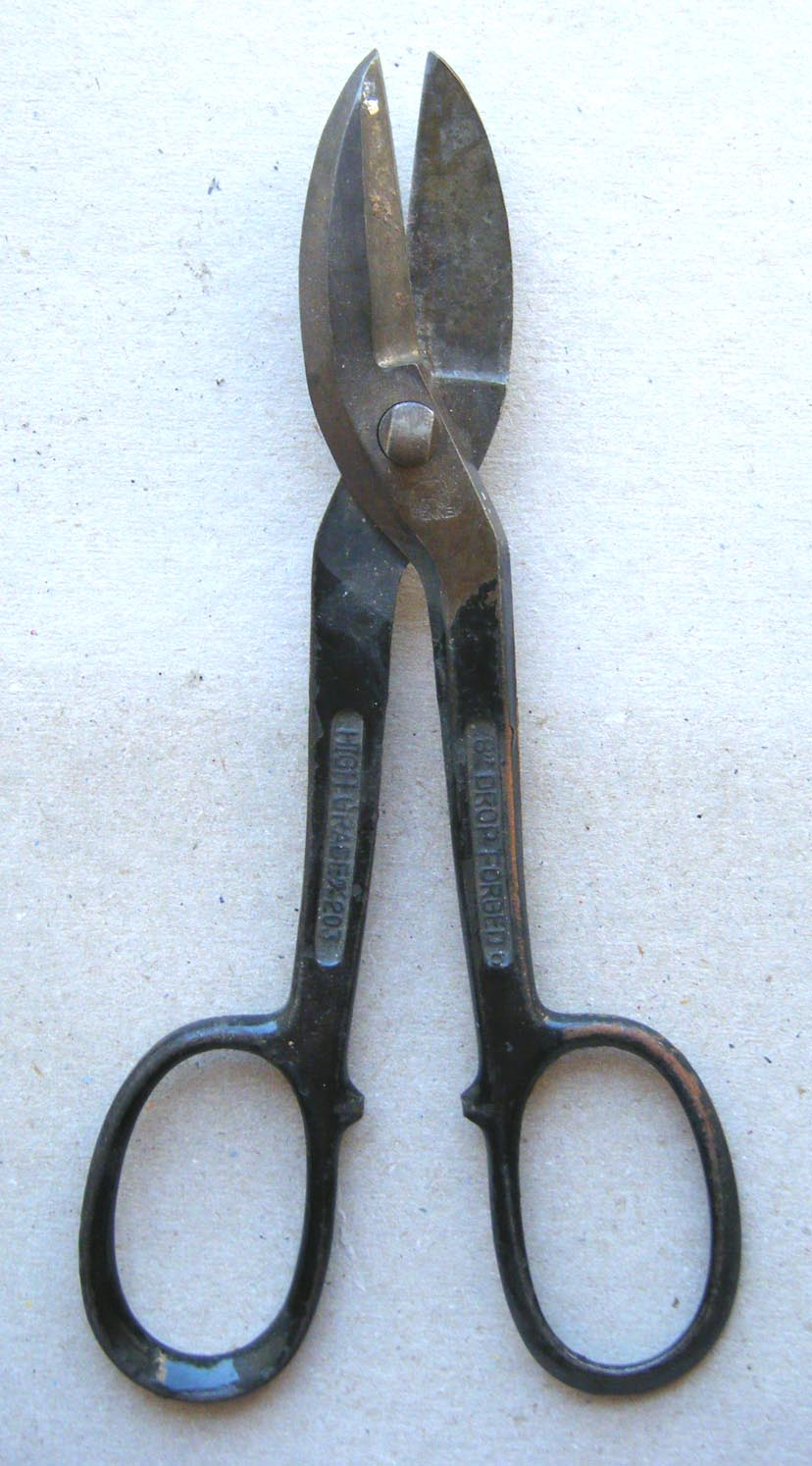
Cesoie per il taglio di lamiere
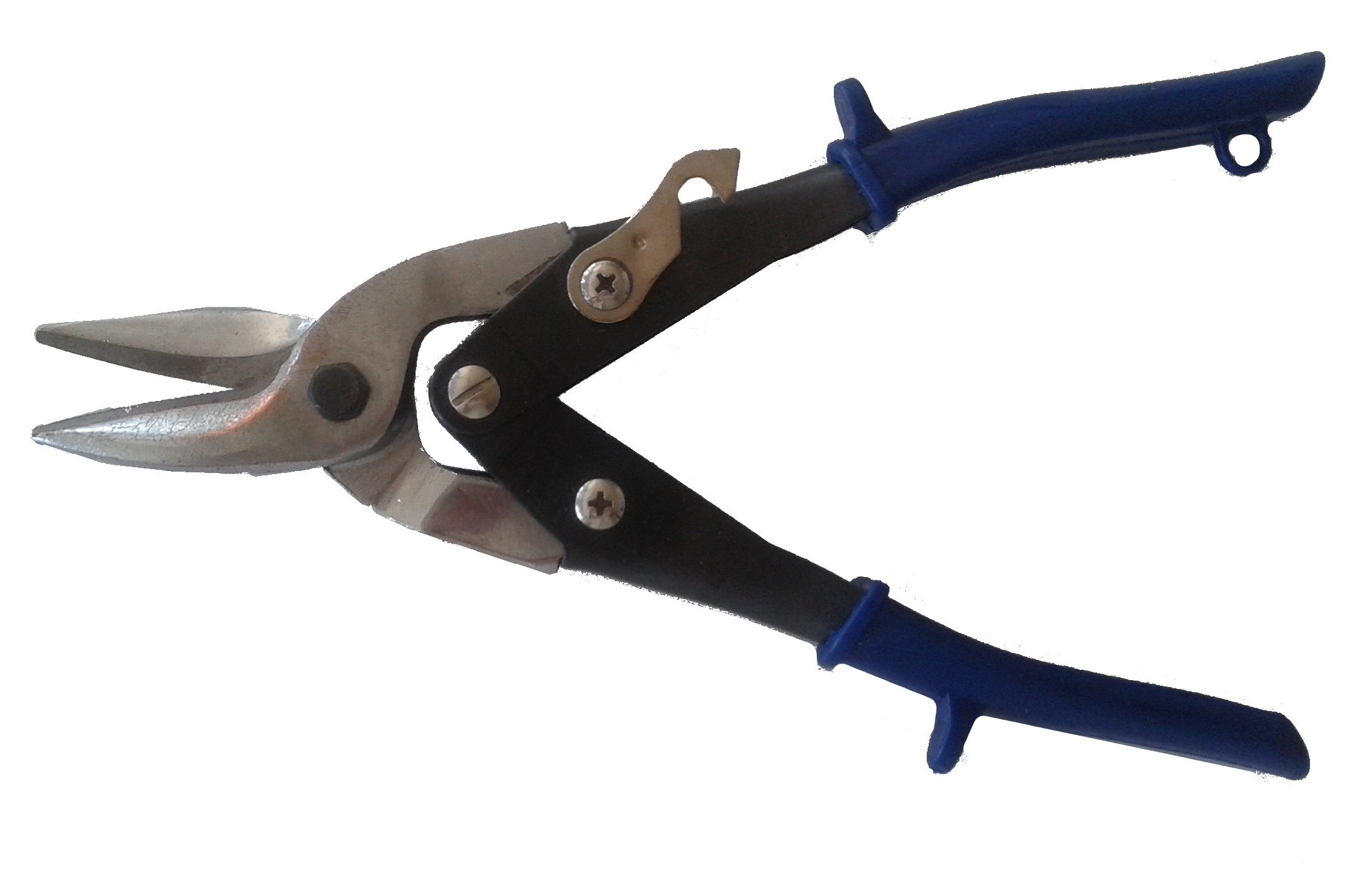
Cesoie ad azione composta
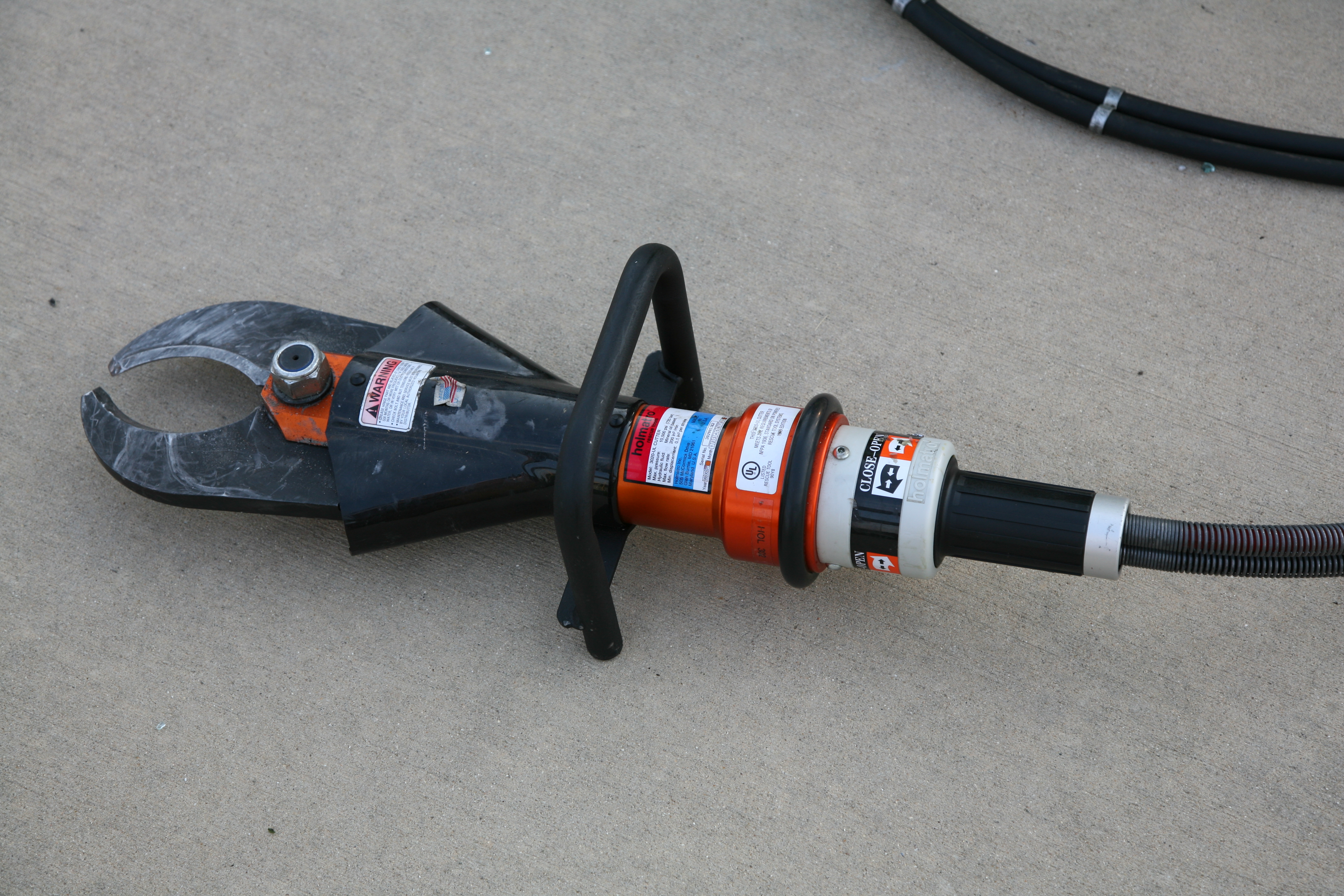
Cesoie idrauliche per il taglio di lamiere pesanti, ad esempio in caso di incidenti stradali
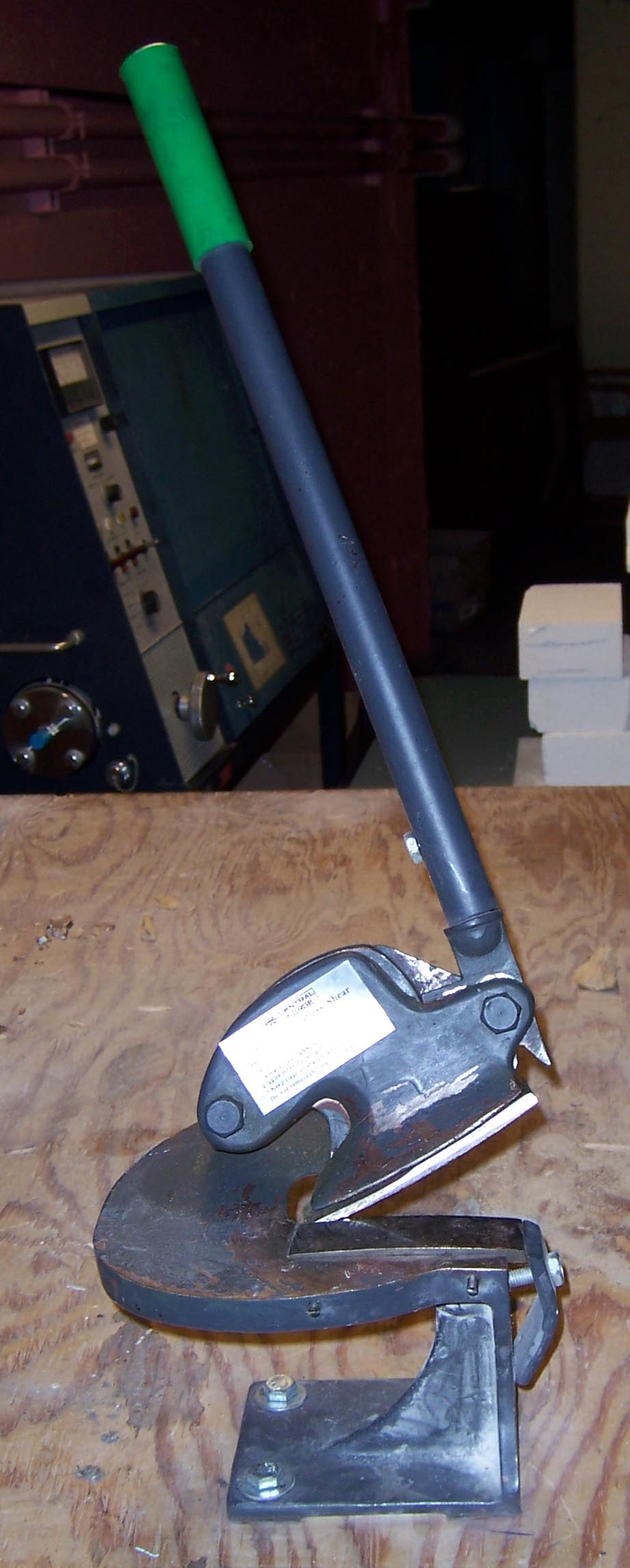
Cesoie senza gola per il taglio di forme complesse in lamiera

### Forbici per uso medico

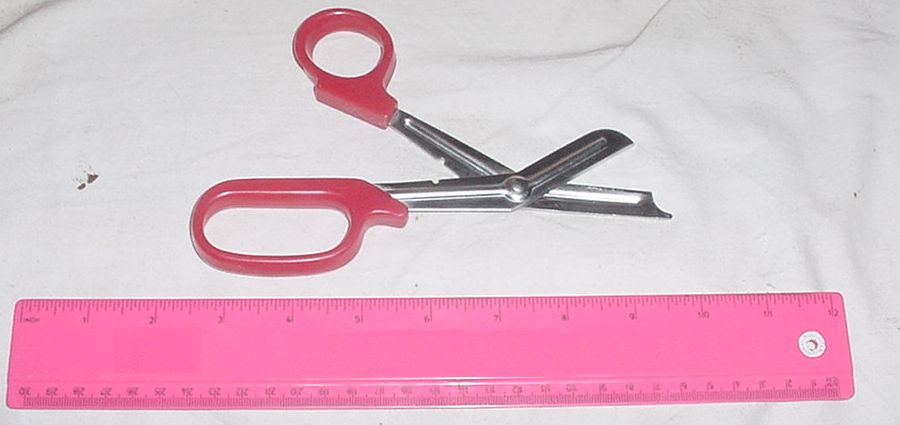
Cesoie da utilizzare nella risposta medica di emergenza e nel salvataggio per tagliare gli indumenti. Le punte arrotondate sono progettate per scivolare sulla pelle senza causare lesioni
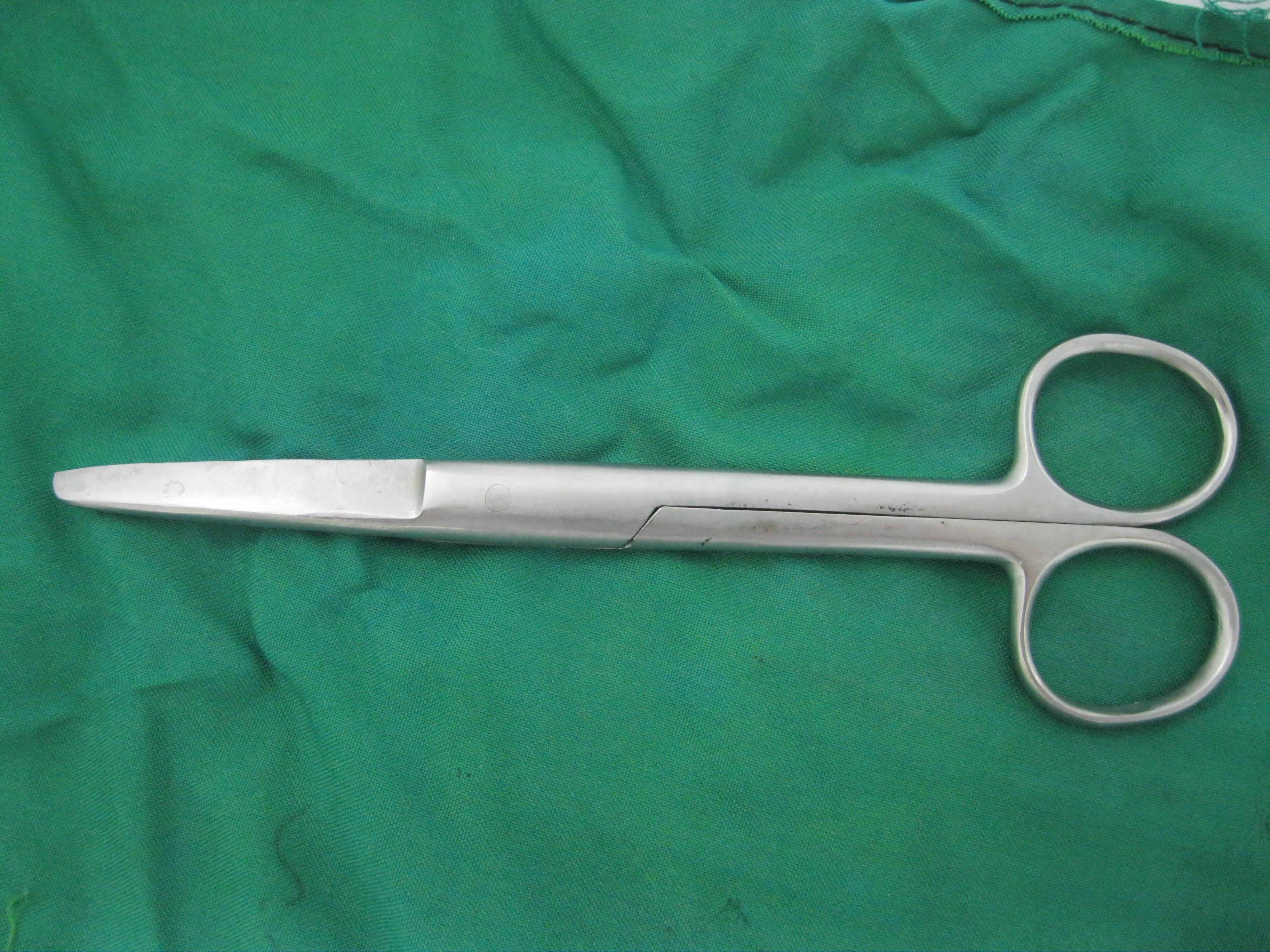
Forbici chirurgiche per tagliare la carne in chirurgia
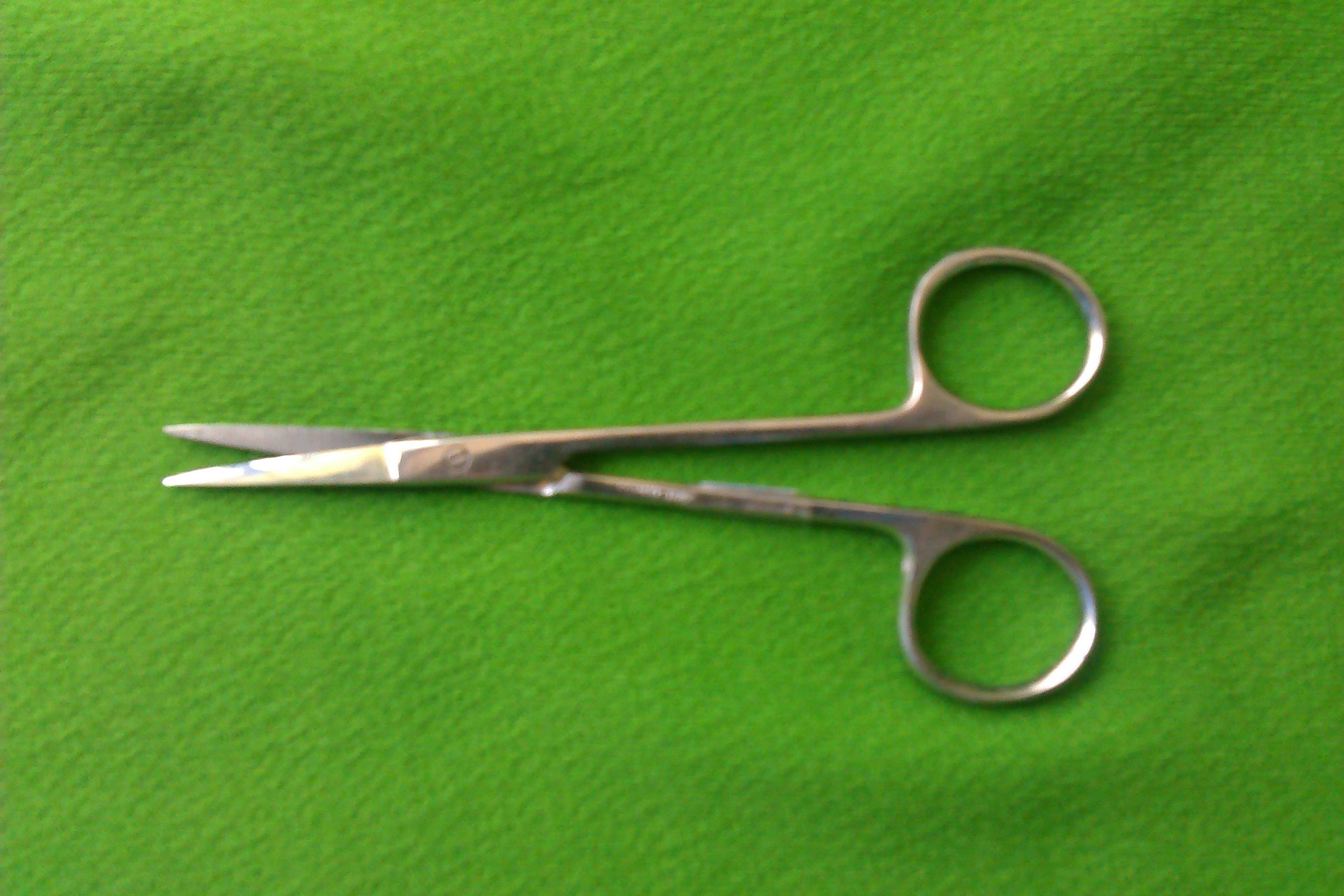
Forbici Metzenbaum per interventi chirurgici delicati
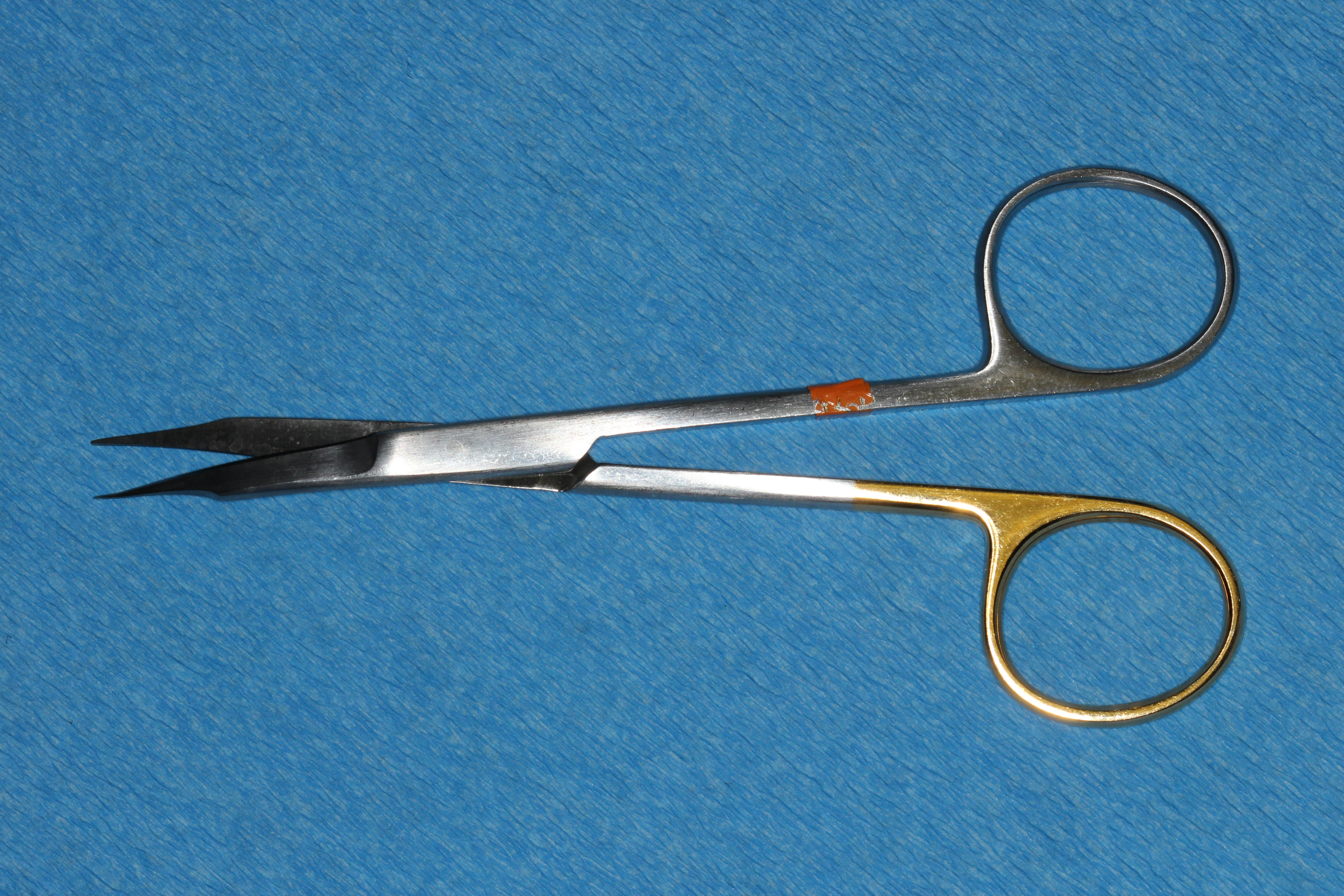
Forbici per tenotomia per interventi chirurgici delicati
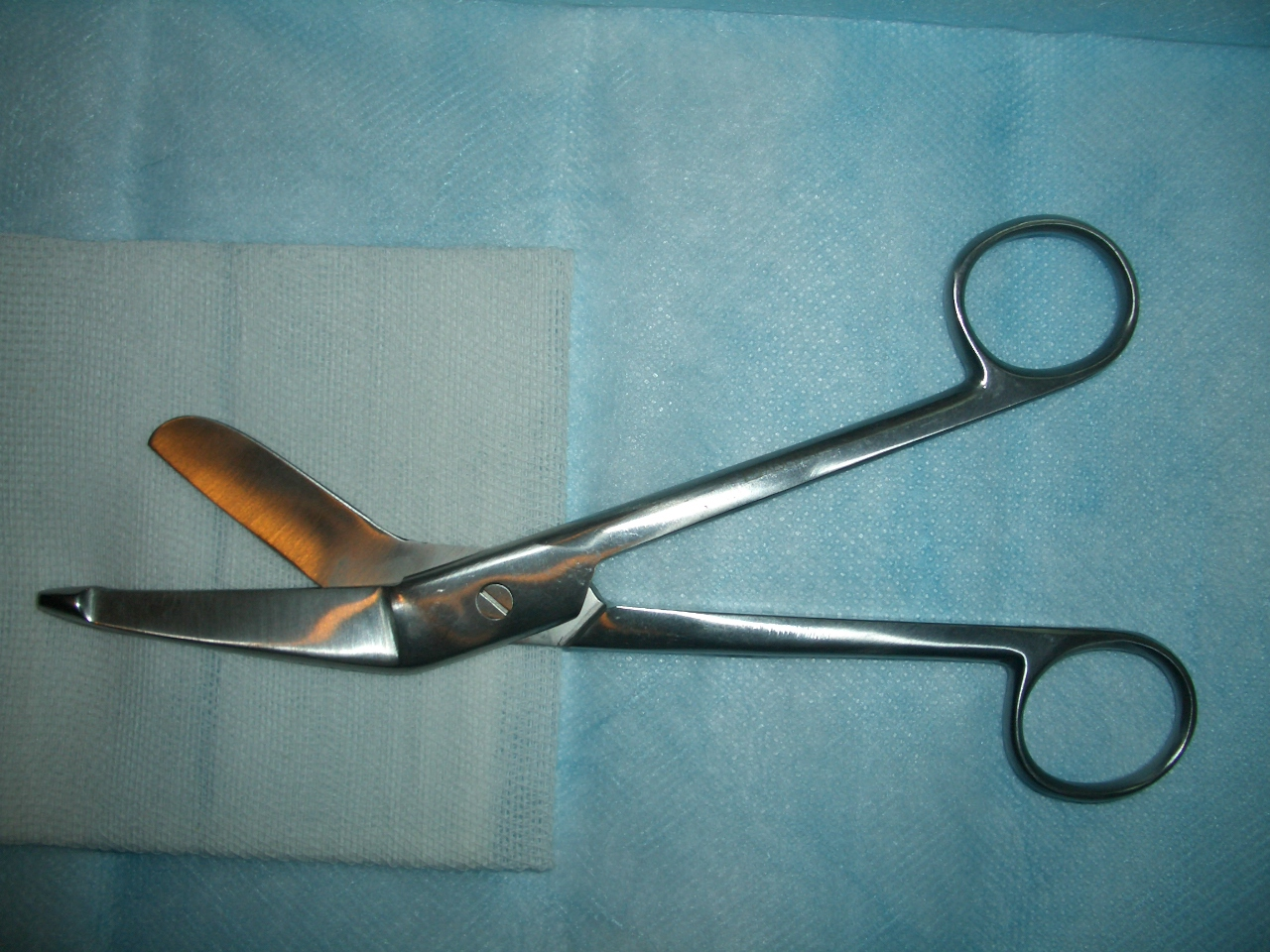
Forbici per tagliare le bende
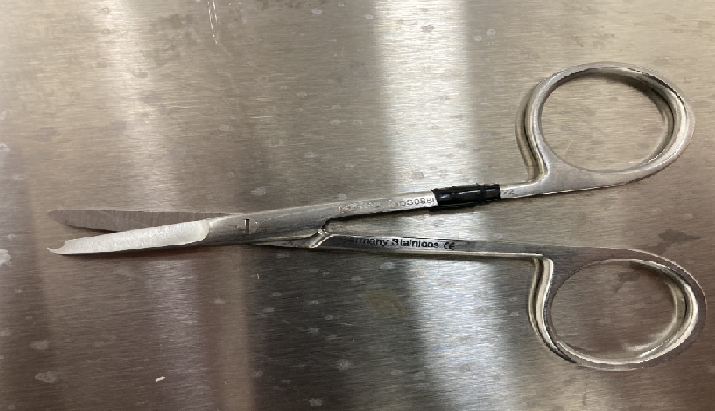
forbici da sutura

### Forbici per mancini

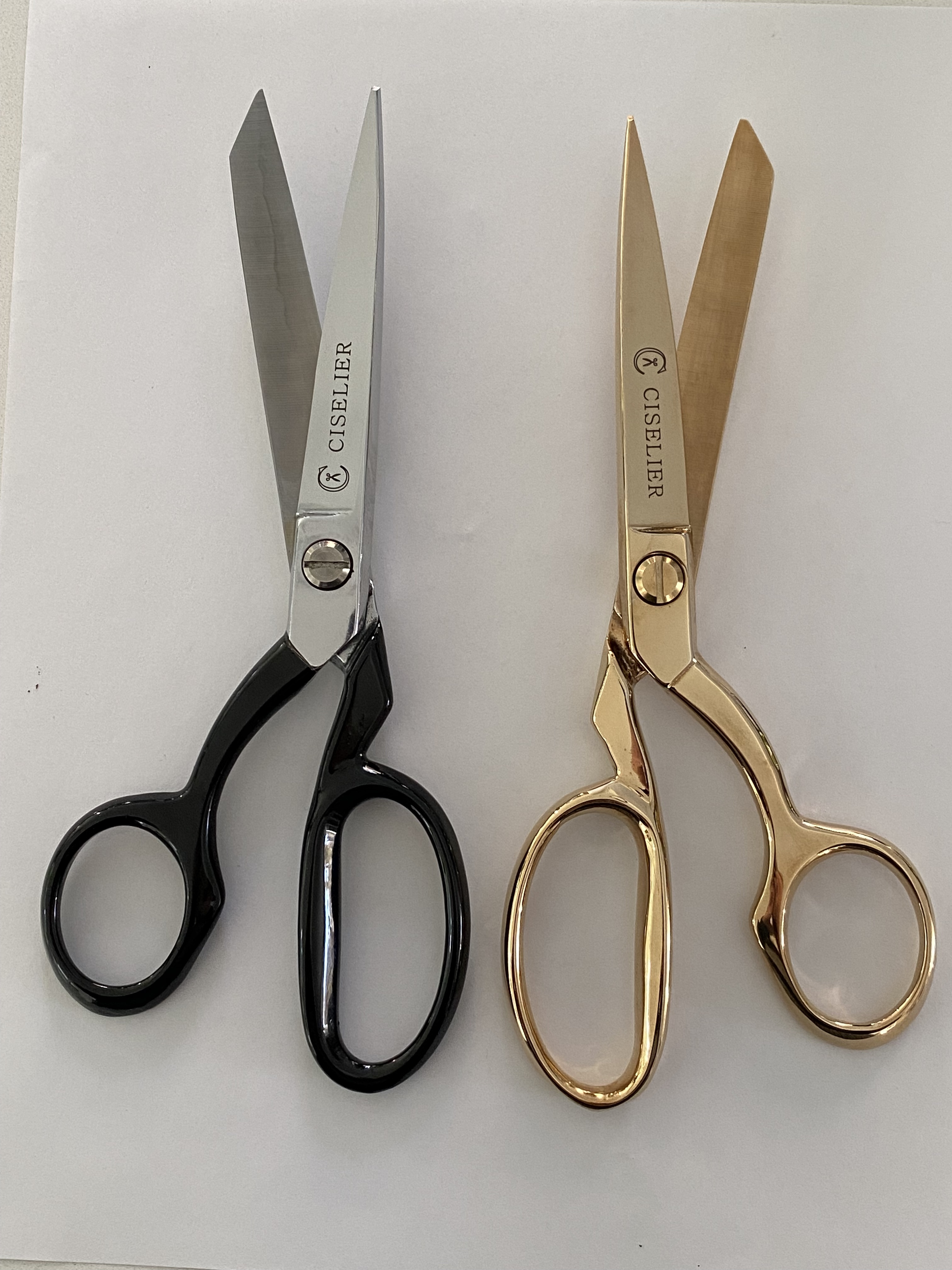
Forbici per mancini (a sinistra) e per destrimani (a destra).

L'utilizzo delle forbici costituisce un problema per le persone mancine in quanto l'intero strumento non è simmetrico; anche nel caso l'impugnatura lo fosse, ciò non accade per le lame. Girando lo strumento di 180 gradi, la lama inferiore (che diventa quella superiore) oscura alla vista la linea di taglio. Se invece non lo si girasse, le lame taglierebbero all'esterno della forbice invece che all'interno: così facendo, gli spostamenti laterali delle dita durante il taglio tenderebbero ad allontanare le lame invece che facilitare il taglio (come accade quando le lame sono poste all'interno).
Per ovviare a questi inconvenienti, sono da tempo in commercio forbici per mancini, che presentano le lame invertite per facilitarne l'uso.  Per lo stesso motivo, nelle forbici tagliaunghie si cerca di massimizzare la simmetria delle lame per evitare questi inconvenienti.

### Forbici per bambini
Nel caso di forbici per bambini, l'efficacia del taglio è determinata più dal contatto delle lame che dalla loro affilatura, che non è elevata . Anzi spesso la lama è in materiale non metallico, ovvero in plastica e altre volte è rotonda ,per questo vengono chiamate forbici a punta arrotondata

### Altri tipi e applicazioni

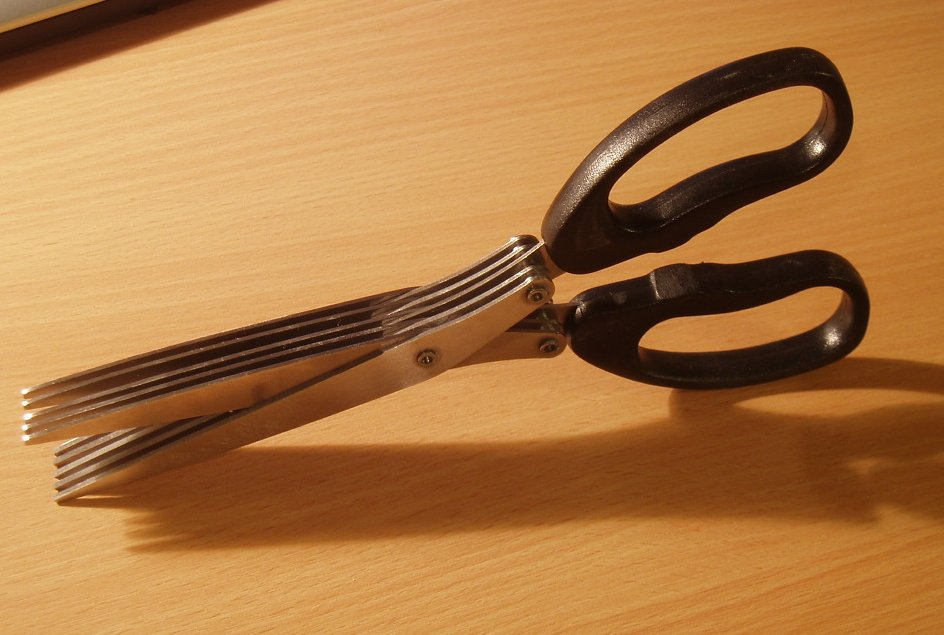
Forbici distruggi-documenti

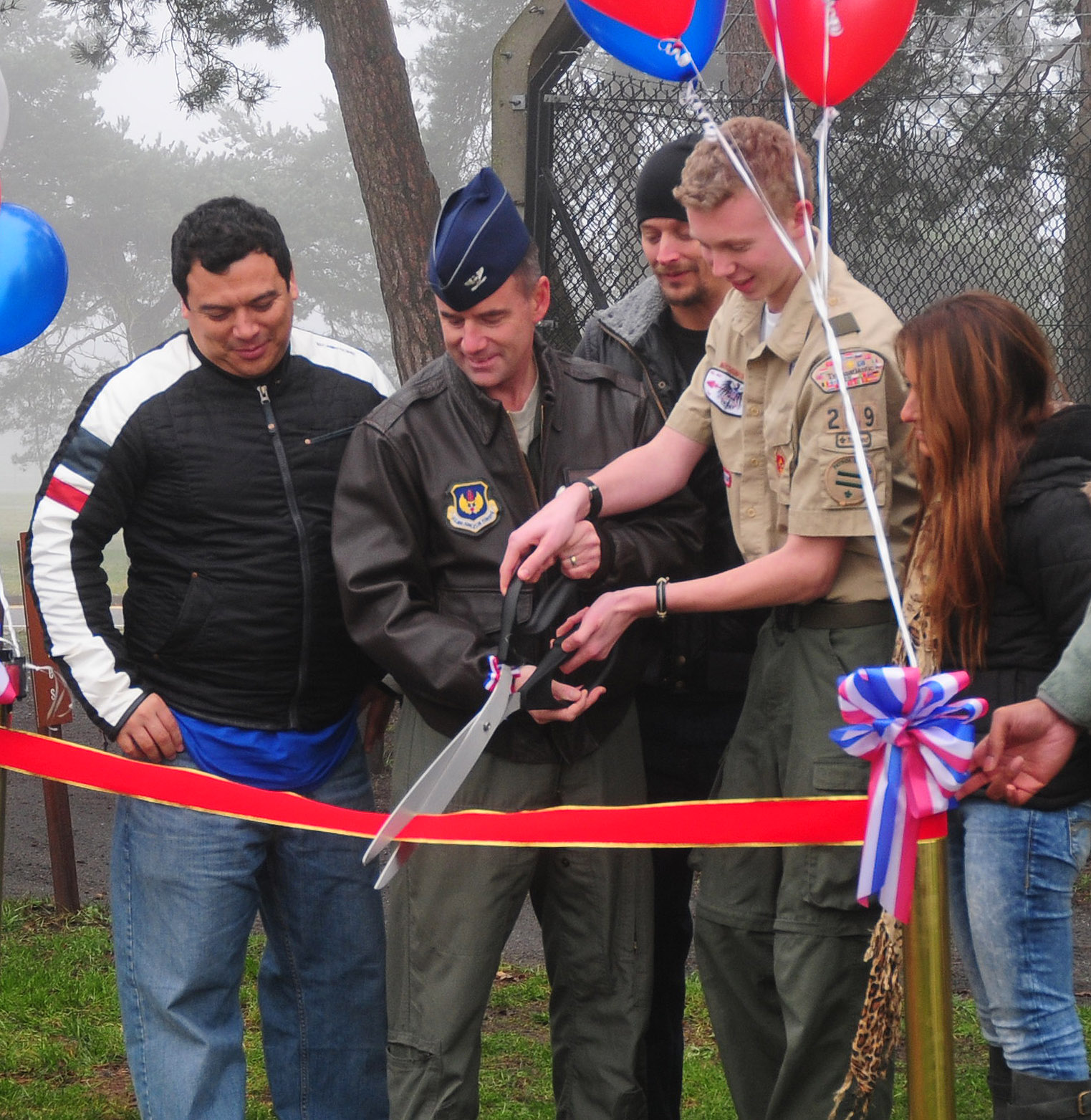
Grandi forbici cerimoniali per il "taglio del nastro".

## Produzione e mercato
In Italia è presente una significativa produzione nel distretto di Premana, a Canzo a Maniago e a Frosolone.